# Geschichte Bayerns

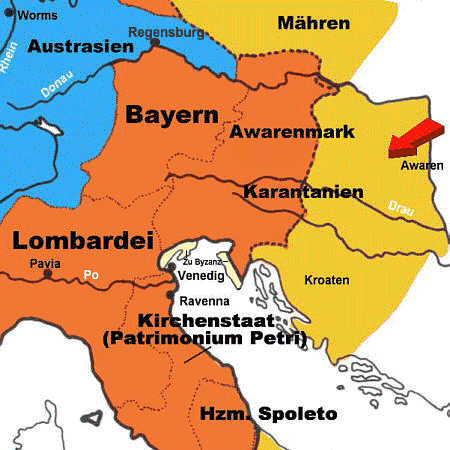
Die Eingliederung Bayerns in das Frankenreich und die Errichtung der Awarenmark (Marcha orientalis, erstmals 996 erwähnt als „Ostarrichi“) unter Karl dem Großen

Territoriale Entwicklung Bayerns seit 1789

Die Geschichte Bayerns umfasst die Entwicklungen auf dem Gebiet des deutschen Bundeslandes Freistaat Bayern und historischer bayrischer Reiche von der Urgeschichte bis zur Gegenwart. Rechnet man die Zeit vom ersten bairischen Stammesherzog bis zum heutigen Freistaat Bayern, ist Bayern eines der ältesten noch bestehenden politischen Gebilde in Europa.

## Überblick
Zur Zeit des römischen Kaisers Augustus wurde das keltisch besiedelte Gebiet Altbayerns südlich der Donau Teil der Provinz Raetia des Römischen Reiches. Nach dem Zusammenbruch der römischen Herrschaft bildete sich aus den aus dem Norden eingedrungenen Germanen und vereinzelt bereits ansässigen romanisierten Kelten (Boier) über Jahrhunderte hinweg der Stamm der Baiern (siehe Bajuwaren). Die walsche Bevölkerung assimilierte sich in einem Jahrhunderte währenden Prozess; Orts-, Flur- und Gewässernamen wie Walchensee künden noch heute von der vormals keltoromanischen Besiedelung.
Seit dem Jahr 555 ist die Existenz eines bairischen Stammesherzogtums belegt, das unter den Merowingern Teil des fränkischen Herrschaftsbereichs wurde. Eine der ersten bayrischen Herrscherdynastien waren die Agilolfinger. Mit dem Verfall des merowingischen Königtums konnten die bairischen Herzöge im 7. Jahrhundert autonom herrschen, doch zu Anfang des 8. Jahrhunderts setzten die Karolinger die fränkischen Ansprüche wieder durch. Der Sieg Karls des Großen über Baiernherzog Tassilo III. im Jahr 788 markierte das Ende des „älteren Stammesherzogtums“. Die Karolinger regierten als Könige oder Unterkönige Bayerns. Sie siegelten Urkunden aus dieser Zeit als Könige von Bayern oder setzten zur Herrschaftsausübung bisweilen Statthalter (Präfekten) ein.
Der Niedergang der Karolinger ermöglichte ein Wiederaufleben der Eigenständigkeit der bairischen Herzöge im „jüngeren Stammesherzogtum“. Der Streit mit den Ottonen führte zu erneuter Abhängigkeit vom deutschen Königtum: 976 wurde Herzog Heinrich „der Zänker“ von seinem Vetter, dem römisch-deutschen König und Kaiser Otto II., nach einem gescheiterten Aufstand abgesetzt; Baiern verlor – unter anderem durch die Errichtung des Amtsherzogtums Kärnten mit seinen italienischen Marken – fast die Hälfte seines Territoriums.
Ab 1070 kam es unter den Welfen zu einem kurzzeitigen Wiedererstarken der Macht der bairischen Herzöge, bis der Streit zwischen dem Welfen-Herzog Heinrich dem Löwen und dem deutschen König Friedrich Barbarossa aus dem Geschlecht der Staufer 1180 mit dem Sturz Heinrichs endete: Weite Teile der ehemaligen Marcha orientalis bzw. Ostarrichis – zu einem erheblichen Teil das Gebiet des heutigen Österreichs – wurde von Bayern abgetrennt, das Herzogtum Steiermark wurde errichtet, das restliche Baiern erhielt der bisherige Pfalzgraf Otto I. aus dem Geschlecht der Wittelsbacher als neuer Herzog verliehen. Damit endete auch die Geschichte des „jüngeren Stammesherzogtums“.
Von 1180 bis 1918 wurde Bayern als Territorialherzogtum von den Wittelsbachern regiert. In dieser Zeit erlebte Bayern eine Periode zahlreicher Teilungen in Einzelherzogtümer, die erst durch das Primogeniturgesetz von 1506 ein Ende fanden. In der Gegenreformation nahm Bayern eine führende Stellung ein und ging aus dem Dreißigjährigen Krieg mit Gebietsgewinnen und 1623 mit dem Aufstieg zum Kurfürstentum hervor. Während des Spanischen und des Österreichischen Erbfolgekrieges wurde das absolutistisch regierte Bayern jeweils von Österreich vorübergehend besetzt.
Zur Zeit Napoleons stand Bayern anfangs auf der Seite Frankreichs und konnte durch Säkularisation und Mediatisierung große Gebietsgewinne erreichen. 1806 erfolgte die Erhebung zum Königreich. Durch den rechtzeitigen Wechsel auf die Seite der Gegner Napoleons konnte Bayern auf dem Wiener Kongress 1814 als Siegermacht einen großen Teil der Gebietsgewinne behalten.
König Ludwig I. baute München zur Kunst- und Universitätsstadt aus. Aufgrund seiner Anordnung vom 20. Oktober 1825 wurde die Schreibweise des Landesnamens mit „y“ verbindlich, auch als Ausdruck der glühenden Verehrung des Königs für alles Griechische. Im Zuge der Märzunruhen musste er 1848 wegen einer Affäre mit der Tänzerin Lola Montez abdanken. Ludwig II. ging wegen des Baues von Schloss Neuschwanstein und anderer Schlösser als Märchenkönig in die Geschichte ein. An der Seite Österreichs erlitt Bayern 1866 im Preußisch-Österreichischen Krieg eine Niederlage gegen Preußen. 1871 wurde Bayern Teil des neu gegründeten Deutschen Kaiserreiches, erhielt aber so genannte Reservatrechte (eigenes Post-, Eisenbahn- und Heereswesen).
1918 brach die Wittelsbachermonarchie in der Novemberrevolution zusammen. In der Nacht vom 7. auf den 8. November 1918 wurde der „Freistaat Bayern“ ausgerufen; revolutionäre sozialistische Gruppen gewannen für kurze Zeit Einfluss und es kam zu zwei Revolutionsphasen. Im Frühjahr 1919 bestand kurzzeitig die Münchner Räterepublik. Nach deren Niederschlagung wurde Bayern zu einem Hort rechtsgerichteter, antidemokratischer Kräfte, denen es als „Ordnungszelle“ der Weimarer Republik galt. So kam es 1923 in München zu einem Putschversuch Hitlers und der NSDAP.
Zwischen 1933 und 1945 verlor Bayern als Verwaltungseinheit im NS-Staat zwar weitgehend seine Bedeutung, übernahm aber eine gewisse Vorreiterrolle bei nationalsozialistischen Maßnahmen (vgl.: München „Hauptstadt der Bewegung“, Nürnberg „Stadt der Reichsparteitage“; KZ Dachau). Im Zweiten Weltkrieg erlitten bayerische Städte wie Würzburg, München oder Nürnberg starke Zerstörungen.
Nach der Besetzung durch die US-Armee stellte General Eisenhower mit der Proklamation Nummer 2 vom 28. September 1945 Bayern unter der US-Militärregierung offiziell als Staat wieder her.
Der Freistaat Bayern wurde 1949 ein Land der neu gegründeten Bundesrepublik Deutschland. Es begann ein wirtschaftlicher Aufschwung und eine Entwicklung des noch weitgehend von der Landwirtschaft geprägten Bayern zum Industriestaat bis hin zur modernen Dienstleistungsgesellschaft am Beginn des 21. Jahrhunderts.

## Ur- und Frühgeschichte
Die Urgeschichte Bayerns umfasst den Zeitraum der schriftlosen Quellen auf dem Gebiet des heutigen Freistaates, das heißt von frühesten Nachweisen der Anwesenheit des Menschen während des Mittelpleistozäns bis in die späte Latènezeit (1. Jahrhundert v. Chr.).
Dem schließt sich die Frühgeschichte an. Es gibt hier zwar vereinzelte Schriftquellen, diese spielen jedoch gegenüber dem Erkenntnisgewinn aus archäologischen Quellen noch eine untergeordnete Rolle.

## Antike
Ab dem 3. Jahrhundert v. Chr. gründeten die keltischen Stämme im Alpenvorland erste befestigte, stadtähnliche Siedlungen. In dem Oppidum von Manching lebten damals bereits etwa 5.000 bis 10.000 Kelten innerhalb einer Stadtbefestigung. Fentbach bildete den Hauptort der Cattenaten. Östlich des Inns lebten die Noriker, westlich davon die Vindeliker und in Böhmen die Boier. Um 60 v. Chr. drangen die Sueben und andere Germanen in das Gebiet zwischen Main und Alpen ein und zerstörten und plünderten alle Siedlungen der Kelten. Der Großteil der Überlebenden wanderte ab. Nachdem die Invasoren wieder nach Westen abgezogen waren, lebten nur noch kleine Dorfgemeinschaften in der Region. 15 v. Chr. hatten es daher Drusus und Tiberius leicht, mit den Augusteischen Alpenfeldzügen den Stamm der Vindeliker zu besiegen und das Gebiet zwischen Inn, Donau und Bodensee als Raetia und östlich des Inns als Noricum dem Römischen Reich unter Kaiser Augustus anzugliedern. Auf 160 Kilometer durchzog den heutigen Freistaat der Obergermanisch-Raetische Limes. 233 n. Chr. fielen die Alamannen in Raetia ein. Augsburg und Regensburg wurden gegründet. Mit der Völkerwanderungszeit endete Mitte des 5. Jahrhunderts die römische Herrschaft über Süddeutschland.

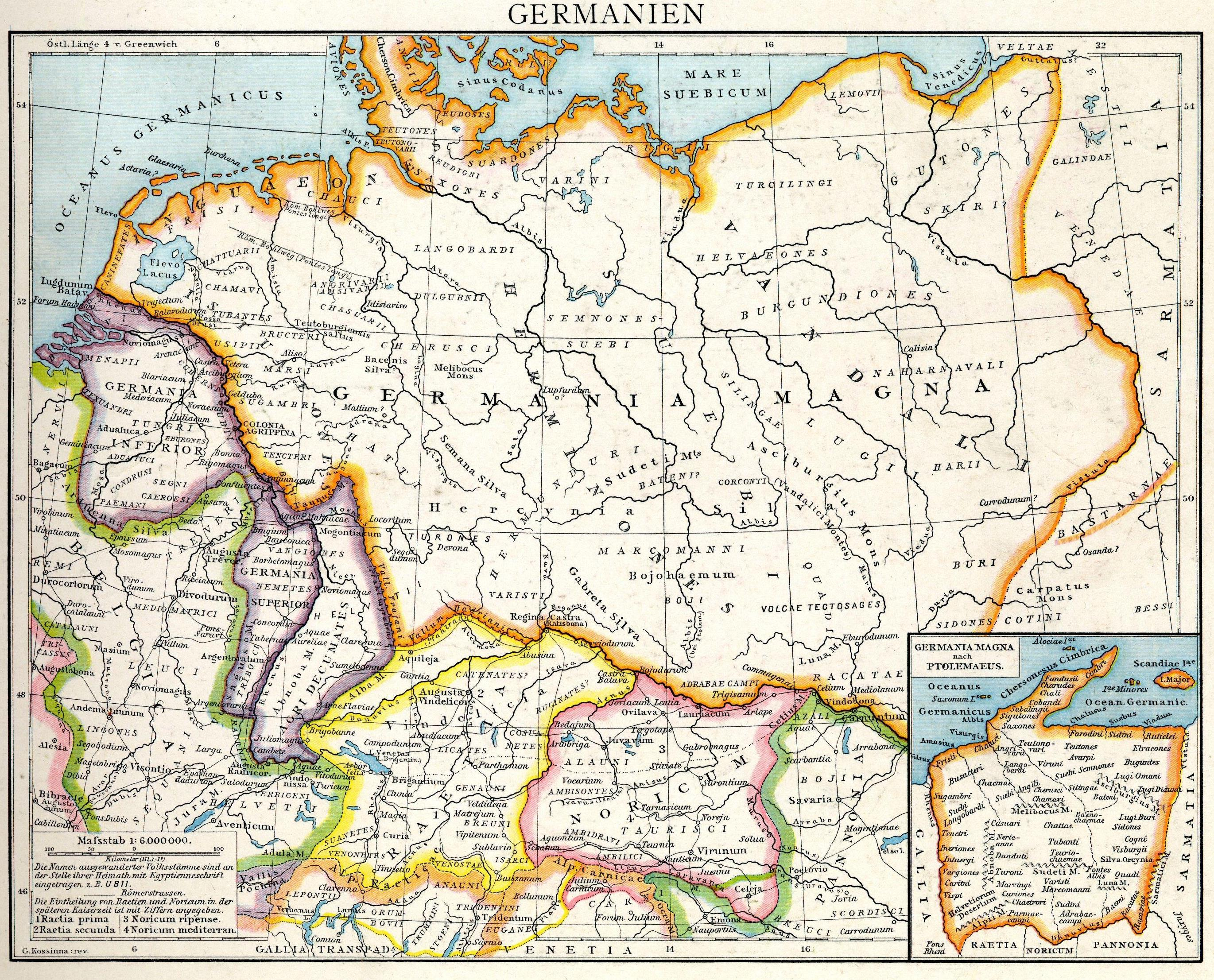
Karte der Provinzen Raetia (gelb umrandet) und Noricum (rot) im Römischen Reich und Germania magna (Droysens Historischer Handatlas, 1886)

In Folge entstand das Volk der Bajuwaren. Man geht davon aus, dass der Volksstamm im Gebiet zwischen Donau und Alpen, also ihrem späteren Siedlungsgebiet selbst, durch vermischen verschiedener Volksgruppen entstand. Zum einen lebten hier Vindeliker und Boier, Reste der keltischen Ur-Bevölkerung und die Nachkommen römischer Siedler. Dazu kamen alemannische, fränkische, thüringische, ostgotische und langobardische Einwanderer und zurückgebliebene germanische Söldner der römischen Grenztruppen.
Durch Siege gegen die Alamannen (um 507) und Thüringer (529–534) eroberten die Franken den Norden Bayerns, die heutige Region Franken.

## Das bairische Stammesherzogtum

### Das ältere bairische Stammesherzogtum, Christianisierung

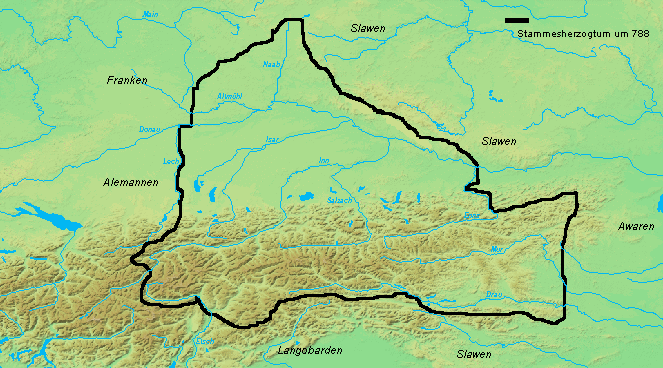
Das bairische Stammesherzogtum um 788

Das bayerische Voralpenland hieß bei den Römern noch Rätien. Nach der Eroberung Italiens durch den König der Ostgoten Theoderich fiel auch diese Provinz, der Raum zwischen Donau, Iller, Alpen und Inn, die zur Diözese Italia gehört, an die Goten. In den Jahren 507 und 511 setzte Theoderich einen Herzog (dux) für Rätien ein. Schon ein Jahr zuvor, 506, wurden die Provinzen nördlich der Alpen darauf verpflichtet, fliehende Alamannen in ihrem Gebiet aufzunehmen. Gleichzeitig wurden die Franken davor gewarnt, jene zu verfolgen. Archäologisch wurden in Unterhaching und Straubing Zeugnisse einer fürstlichen Oberschicht für das erste Drittel des 6. Jahrhunderts nachgewiesen.
Im Jahr 536 trat König Witichis den Voralpenraum an die Franken ab, um sie als Bündnispartner zu gewinnen. Der fränkische König Theudebald setzte im Jahr 548 Garibald I. aus dem ursprünglich fränkischen Geschlecht der Agilolfinger als Herzog von Baiern ein. Das bairische Stammesherzogtum lässt sich namentlich ins Jahr 551/555 zurückverfolgen. In der Gotengeschichte des Jordanes heißt es: „Jenes Gebiet der Schwaben hat im Osten die Baiern, im Westen die Franken …“. 555 heiratete Garibald I. die langobardische Königstochter Walderada. Auch die folgenden Herrscher des „Älteren Stammesherzogtums“ gehörten zu den Agilolfingern. Das Herrschaftsgebiet wurde in diesem Zeitraum nach Osten bis zur Enns und nach Süden bis ins heutige Südtirol erweitert.
Veränderungen gab es im Osten auch durch den Abzug der Langobarden aus Pannonien nach Norditalien und das Nachrücken der Awaren und später der Slawen auf das Gebiet des heutigen Böhmens. Im 8. Jahrhundert kam durch Unterwerfung des slawischen Karantanien das heutige Kärnten unter bairische Herrschaft. Sitz der lange weitgehend unabhängig regierenden Herzöge war Regensburg. Mit der Lex Baiuvariorum entstand um 741/743 das erste kodifizierte bairische Stammesrecht.
St. Korbinian legte die Grundlagen für das spätere Bistum Freising, St. Kilian wurde zum Missionar des fränkischen Gebiets im Norden. Bonifatius gründete 742 das Bistum Würzburg, das im 7. Jahrhundert zum thüringisch-fränkischen Herzogtum der Hedenen gehörte. Im Gebiet westlich des Lechs wurde Augsburg zum Bischofssitz. In Passau fand Bonifatius bereits den Bischof Vivilo vor. Der Heilige Rupert von Salzburg begründete 696 das spätere Erzbistum Salzburg. Laut späteren Quellen hatte er den Herzog und seinen Hofstaat in der Hauptstadt Regensburg getauft. Rupert wurde dadurch zum „Apostel der Baiern“ hochstilisiert. Die zeitnahen Quellen sprechen nur von einer Ordnung des vor Rupert, Korbinian und Emmeram recht verwilderten bairischen Christentums. 798 schuf Papst Leo III. die bairische Kirchenprovinz, zu der die Bistümer Salzburg als Metropolitansitz, Regensburg, Passau, Freising und Säben (später Brixen) gehörten. Eine christlich synodale Tätigkeit seit den Bistumsgründungen im Jahr 739 ging mit bajuwarischen Landessynoden unter Herzog Tassilo III. in Aschheim (756), Dingolfing um 770 und Neuching (772) einher. Bischof Arn von Salzburg lud zu einem Konzil ein, welches im Jahr 799 in Reisbach gehalten wurde. Dies war die erste zeitlich und örtlich überlieferte bairische Metropoliten-Bischofssynode, zu der sich Bischöfe, Äbte, Priester, Erzpriester und Diakone aus ganz Baiern im heutigen Niederbayern versammelten.

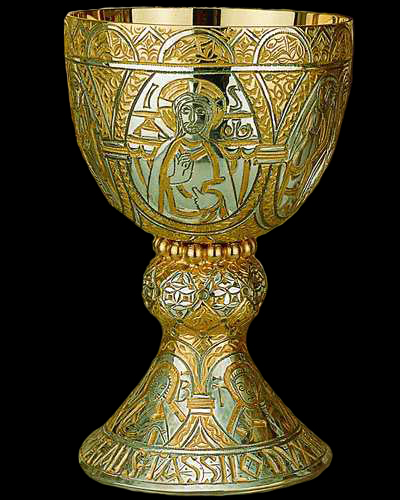
Tassilokelch (Reproduktion)

Unter den Karolingern kam es zu einem Erstarken des Frankenreichs, wodurch die weitgehende Eigenständigkeit der Stammesherzogtümer unter den Merowingern beendet wurde. 716 endete als erstes das Herzogtum der Hedenen. Das Gebiet kam unter karolingische Herrschaft, wobei die Kirche mit dem Bistum Würzburg eine dominierende Stellung erhielt. Nach Niederschlagung eines letzten Aufstands bei Cannstatt 746 wurde auch das alemannische Gebiet endgültig in das Frankenreich eingegliedert. Bereits 736 war eine zweite alemannische Flüchtlingswelle nach Baiern gekommen. Durch eine Militärintervention während eines Machtstreits innerhalb der Herzogsfamilie 725 setzte Karl Martell den Herzog Hugbert in Baiern ein, 743 überfielen die Franken, unter der Führung von Karl Martells Söhnen, Herzog Odilo und zwangen ihn, die Oberhoheit des fränkischen Reichs anzuerkennen.
788 wurde das bairische Stammesherzogtum als letztes zerschlagen. Der bairische Herzog Tassilo III. versuchte vergeblich die Eigenständigkeit durch ein Bündnis mit den Langobarden zu retten. Die Eroberung des Langobardenreiches durch Karl den Großen zog auch den Sturz Tassilos III. und das Ende des älteren bairischen Stammesherzogtums nach sich. Das kostbarste Vermächtnis von Herzog Tassilo III. ist der sogenannte Tassilokelch. Die Inschrift lautet: Tassilo dux fortis – Liutpirc virga regalis, auf Deutsch: mächtiger Herzog Tassilo – königliche Jungfrau Liutberga. Der in Salzburg gearbeitete Tassilokelch ist mit seinen Ornamenten ein bairisches, kein karolingisches Werk.

### Das Königtum der Karolinger in Bayern
Als seinen Vertreter in Baiern setzte Karl seinen Schwager Gerold ein, der ein Verwandter Tassilos war. Er erhielt nicht mehr den Titel eines Herzogs, sondern wurde als Präfekt bezeichnet. Als Gerold 799 starb, folgte ihm bis 818 Audulf als Präfekt.

Die Teilung des Fränkischen Reiches im Jahre 843 mit Baiern im Ostfrankenreich

Im Jahr 817 übergab Karls Sohn und Nachfolger König Ludwig der Fromme seinem Sohn Ludwig II. dem Deutschen (der Beiname „der Deutsche“ entstammt der ersten Hälfte des 18. Jahrhunderts) das bairische Stammesherzogtum Tassilos III. sowie das bairische Ostland mit halbautonomen slawischen Völkerschaften sowie die Awarenmark. In der ersten Reichsteilung seines Vaters, der sogenannten Ordinatio imperii von 817, erhielt er Baiern und die nach Osten hin angrenzenden Länder als Königtum. Unter dem ostfränkischen König Ludwig II., der ab 825 als König der Baiern urkundete, rückte Baiern in den Mittelpunkt der Macht. Danach regierten die Nachfahren Ludwigs. Unter seinem Enkel Kaiser Arnolf von Kärnten wurden Baiern und seine Mark Kärnten zu Basen der Macht mit Regensburg als Hauptstadt und Regierungssitz.

### Das jüngere bairische Stammesherzogtum

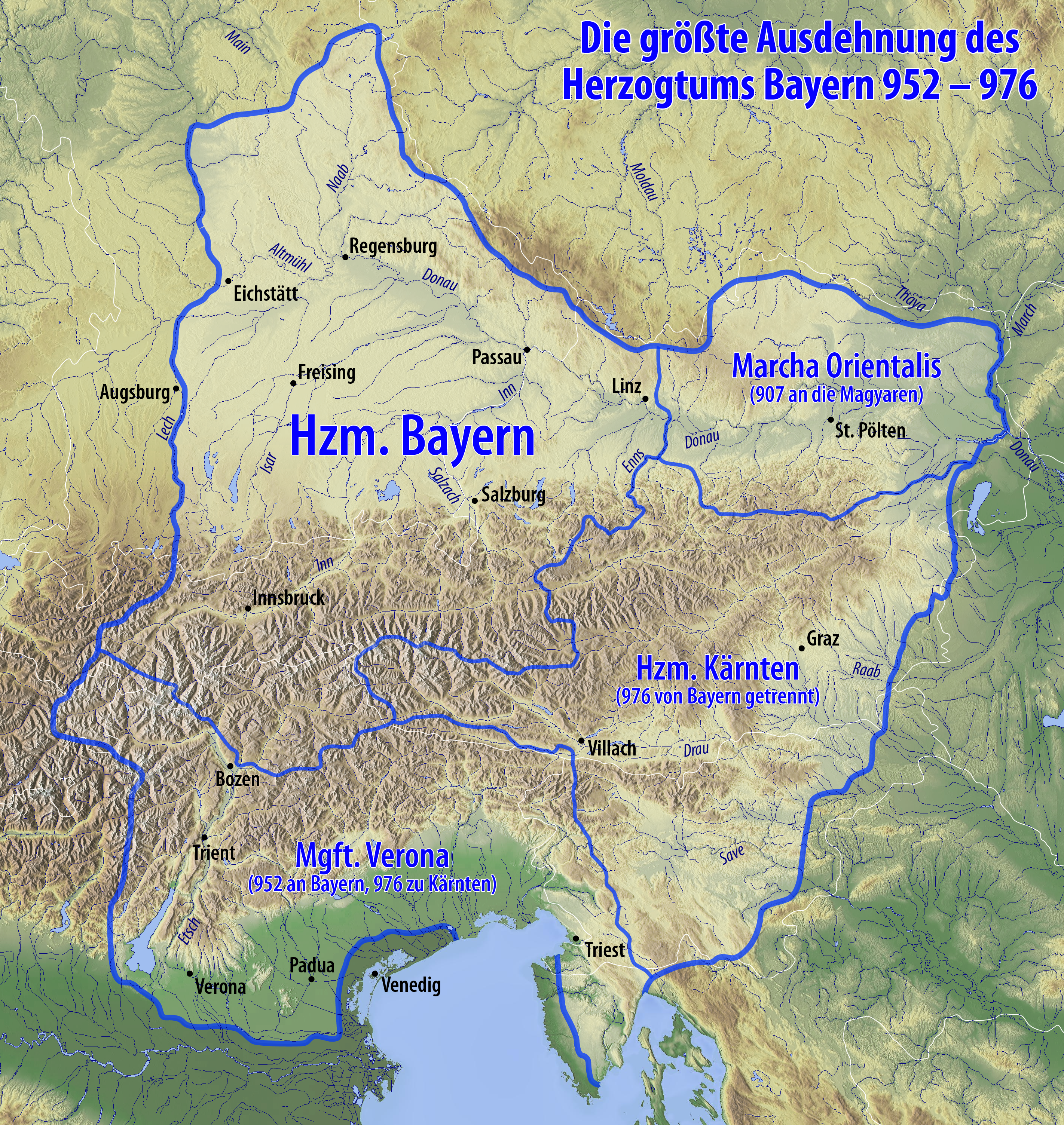
Das Herzogtum Baiern 952–976

Gegen Ende der Herrschaftsperiode der ostfränkischen Karolinger 911 kam es erneut zu einem Erstarken der Eigenständigkeit der einzelnen Gebiete. Unterstützt wurde dies durch die Bedrohung von außen durch die Ungarneinfälle. Markgraf Luitpold von Baiern fiel 907 in der Schlacht von Pressburg in einer Niederlage gegen die Ungarn, jedoch wird das Datum durch den Antritt seines Sohns Arnulf I. als Herzog von Baiern gleichzeitig als Beginn des jüngeren bairischen Stammesherzogtums gesehen. Die Pannonische Mark ging allerdings endgültig an die Ungarn verloren.
Durch die Vermittlung seines Bruders Kaiser Otto I. heiratete der Ottone Heinrich Arnulfs Tochter Judith von Bayern aus der Herzogsdynastie der Luitpoldinger und wurde 948 mit dem Herzogtum Bayern belehnt. 955 folgte ihm sein Sohn Heinrich der Zänker. Nach dem Sieg in der Schlacht auf dem Lechfeld im Jahr 955 erfolgte eine zweite Welle bairischer Ostsiedlung mit Gewinn von Gebieten im heutigen Niederösterreich, in Istrien und in der Krain. Obwohl von einer ottonischen Nebenlinie regiert, gab es mit dem sächsischen Königsgeschlecht der Ottonen im 10. Jahrhundert Konflikte, die 976 mit dem Verlust von Kärnten und eines Großteils der neu gewonnenen Gebiete endeten, die als Teil eines neu geschaffenen Herzogtums Kärnten von Baiern abgetrennt wurden. Zusätzlich regierte das Geschlecht der Babenberger in der Marcha orientalis (Ostarrichi) zunehmend unabhängiger. Sie wurde zur Keimzelle des späteren Österreichs.

Das Stammesherzogtum Baiern innerhalb des Deutschen Reiches um das Jahr 1000

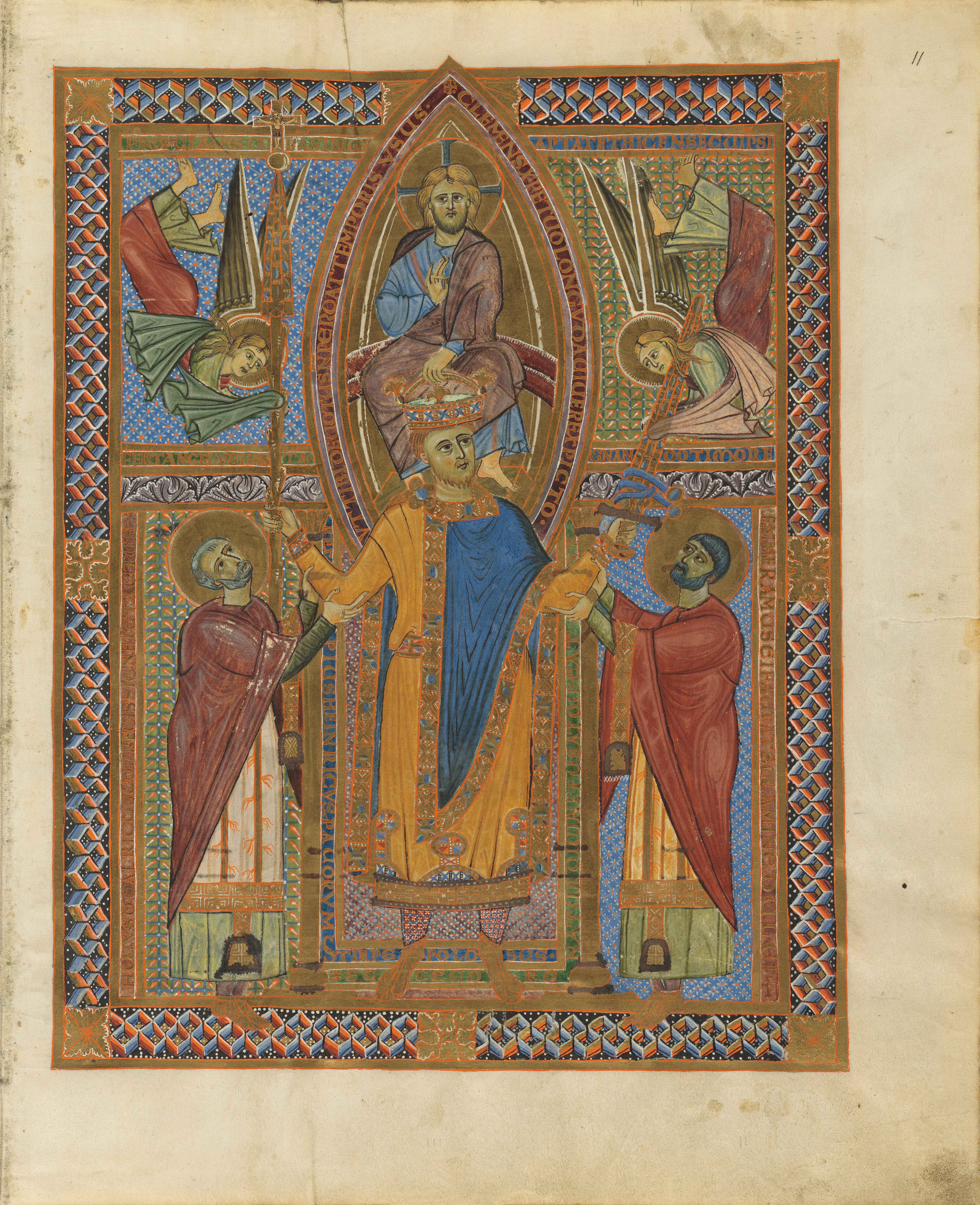
Krönungsbild Heinrichs II. aus dem Regensburger Sakramentar

Nachdem der ottonische bairische Herzog im Jahr 1002 als Heinrich II. römisch-deutscher König geworden war und bis 1017 zeitweise das Herzogtum in Personalunion regiert hatte, folgte eine Periode, in der die bairischen Herzöge von außen eingesetzt wurden und stark vom deutschen Königtum abhängig waren, die auch unter den Saliern fortdauerte. Zeitweise war als Herzog gar der Kaisersohn eingesetzt. In dieser Zeit erfolgte der Aufstieg von Adelsgeschlechtern wie der Grafen von Bogen und der Grafen von Andechs, der Diepoldinger, Grafen von Sulzbach und der Wittelsbacher.
Im Jahre 1061 wurde Otto von Northeim von Kaiserin Agnes zum Herzog von Bayern ernannt, stand im Jahr darauf aber in Opposition zu ihr als einer der führenden Köpfe des „Staatsstreichs von Kaiserswerth“.
Erst mit der Einsetzung der Welfen ab 1070 als Herzöge durch Heinrich IV. kam es zu einem erneuten Erstarken der bairischen Herzöge. Diese Epoche ist durch den Investiturstreit zwischen Kaiser und Papst geprägt. Dabei konnte der Welfenherrscher durch Parteinahme für den Papst seine Position festigen.
Ein Konflikt von Herzog Heinrich dem Stolzen mit dem schwäbischen Herrschergeschlecht der Staufer bei der Königswahl führte nach Wahl des Staufers Konrad III. zum König allerdings dazu, dass Baiern im Jahr 1139 an die Babenberger gegeben wurde. Das schwäbische Gebiet wurde mit der Herrschaft der Staufer großteils Königsland. Zunehmend entwickelte sich auch Franken zum Zentrum staufischer Macht. In Franken ging die beherrschende Stellung des Bischofs von Würzburg durch die Gründung des Bistums Bamberg im Jahr 1007 und neue weltliche Herrschaften verloren.
Der Staufer Friedrich I. Barbarossa entzog auf dem Hoftag zu Goslar im Sommer 1154 durch Fürstenspruch dem Babenberger Heinrich „Jasomirgott“ das Herzogtum Baiern und verlieh das um die Marcha orientalis verkleinerte Baiern dem Welfen Heinrich der Löwe. Unter den Wittelsbachern entstand etwa gleichzeitig das von Bayern losgelöste Herzogtum Meranien. 1156 wurde auch die Mark Österreich vom Herzogtum Baiern abgetrennt, unter den Babenbergern selbst zum Herzogtum erhoben, somit reichsunmittelbar und mit dem Privilegium minus ausgestattet.
Heinrich der Löwe gründete zahlreiche Städte, unter anderem 1158 München. Durch seine starke Stellung als Herrscher über die beiden Herzogtümer Sachsen und Baiern geriet er jedoch in Konflikt mit Friedrich I. Barbarossa. Mit der Verbannung Heinrichs des Löwen und der Abtrennung der Steiermark als eigenes Herzogtum endete 1180 das „jüngere bairische Stammesherzogtum“.

## Bayern als Territorialherzogtum

### Bayerns Anfänge als Territorialstaat

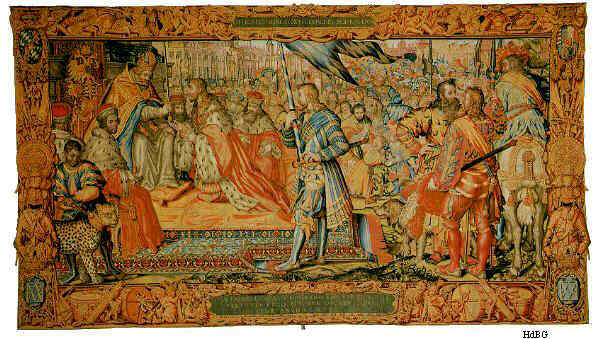
Kaiser Friedrich Barbarossa belehnt 1180 Pfalzgraf Otto von Wittelsbach mit dem Herzogtum Bayern. Der Teppich von etwa 1610 befindet sich in der Münchner Residenz.

Von 1180 bis 1918 stellten die Wittelsbacher die Herrscher Bayerns, zunächst als Herzöge, später als Kurfürsten und Könige. Als 1180 Pfalzgraf Otto VI. von Wittelsbach als Otto I. Herzog von Bayern wurde, war der Eigenbesitz der Wittelsbacher eher gering. Ein Versuch, die 1180 von Bayern losgelöste Steiermark wieder zu erwerben, scheiterte später endgültig durch die Erfolglosigkeit des aus Bayern unterstützten Aufstandes des steirischen Adels im Landsberger Bund gegen Herzog Albrecht I. In der Folgezeit wurde der Besitz der Wittelsbacher aber durch Kauf, Heirat, Erbschaft erheblich erweitert. 1214 wurde dazu Ottos Sohn Ludwig I. von Wittelsbach mit der Pfalzgrafschaft bei Rhein belehnt. Neu erworbenes Land wurde nicht mehr als Lehen vergeben, sondern durch eigene Dienstleute verwaltet. Auch starben in dieser Zeit mächtige Grafengeschlechter, wie die der Grafen von Andechs und von Bogen aus. Als 1248 mit Otto von Meranien die Grafen von Andechs ausstarben, kam der ehemalige südwestliche Landesteil nicht an Bayern zurück, sondern fiel an die Grafen von Tirol. Der herzogliche Vorort hatte sich in dieser Zeit mehrfach verschoben, zunächst unter den ersten beiden Wittelsbachern von Regensburg nach Kelheim und dann bis 1255 nach Landshut.

### Landesteilungen und Kaisertum

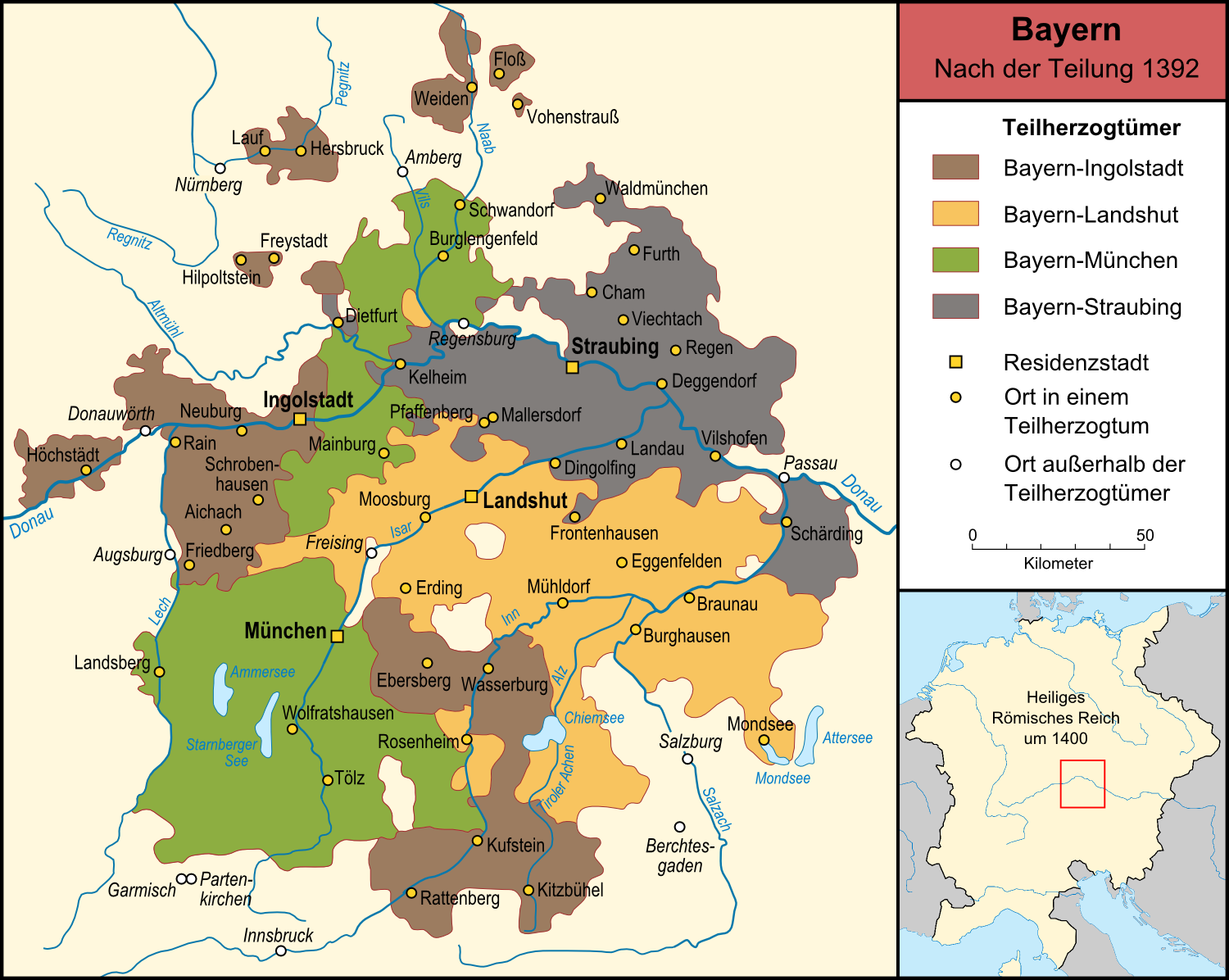
Die vier bayerischen Teilherzogtümer nach der Landesteilung von 1392

Da es bei den Wittelsbachern wie bei vielen Herrscherhäusern dieser Zeit keine Bevorzugung des Erstgeborenen bei der Erbfolge gab, kam es 1255 zur Aufteilung in Oberbayern mit der Pfalz und dem Nordgau (mit Sitz in München und Heidelberg) und Niederbayern (mit den Sitzen in Landshut und Burghausen). Darauf geht noch heute die Unterscheidung von Ober- und Niederbayern (vergleiche Regierungsbezirke) zurück.
Herzog Ludwig der Strenge von Oberbayern profitierte 1268 vom Tode seines Neffen Konradin, erstmals fielen dadurch Gebiete des Herzogtums Schwaben an die Wittelsbacher. Mit der Anerkennung der Grenzen des Landes Salzburg im Raum des heutigen Rupertiwinkels durch Ludwigs Bruder Herzog Heinrich XIII. begann der letzte Abschnitt der Ablösung des Erzbistums Salzburg von Bayern: 1275 wurde Salzburgs westliche Grenze zum Chiemgau durch den niederbayerischen Herzog bestätigt. Als der Salzburger Erzbischof dann 1328 eine eigene Landesordnung erlassen hatte, war Salzburg zu einem weitgehend unabhängigen Staat innerhalb des Heiligen Römischen Reiches geworden.

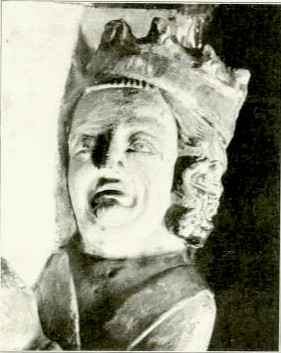
Kaiser Ludwig IV., Lorenzkirche, Alter Hof, fotografiert 1909

Durch die Schnaitbacher Urkunde und die
Ottonische Handfeste gewährten wegen finanzieller Schwierigkeiten die Wittelsbacher zu Beginn des 14. Jahrhunderts den Landständen ihre Rechte.
1340 starben die niederbayerischen Herzöge aus und wurden vom oberbayerischen Herzog beerbt.
Vor mehreren erneuten Landesteilungen ab 1349 erlangte Bayern mit dem oberbayerischen Herzog Ludwig IV. dem Bayern einen neuen Höhepunkt der Macht, als dieser 1314 Deutscher König wurde und als erster Wittelsbacher 1328 die Kaiserwürde erhielt. Die von ihm neu hinzugewonnenen Gebiete Brandenburg (1323), Tirol (1342), die niederländischen Provinzen Holland, Zeeland und Friesland sowie das Hennegau (1345) gingen jedoch unter seinen Nachfolgern wieder verloren. Tirol fiel bereits 1369 mit dem Vertrag von Schärding an die Habsburger, in Brandenburg folgten 1373 die Luxemburger, und die niederländischen Grafschaften fielen 1436 an Burgund. Im Hausvertrag von Pavia von 1329 teilte Kaiser Ludwig den Besitz in eine pfälzische Linie mit der Rheinpfalz und der später so genannten Oberpfalz und in eine altbaierische Linie auf. Mit der Goldenen Bulle von 1356 ging auch die Kurfürstenwürde bis 1628 für die altbaierische Linie an die Pfalz verloren. Erst 1777 wurden Bayern und Pfalz wieder vereint.

### Bayerns spätmittelalterliche Teilherzogtümer
Im 14. und 15. Jahrhundert wurden Oberbayern und Niederbayern selbst wiederholt geteilt. Nach der Teilung von 1392 existierten vier Herzogtümer: Straubing-Holland, Niederbayern-Landshut, Bayern-Ingolstadt und Bayern-München, deren Herzöge nicht selten gegeneinander Krieg führten. 1429 wurde durch den Preßburger Schiedsspruch Niederbayern-Straubing zwischen Ludwig VII. dem Gebarteten von Bayern-Ingolstadt, Heinrich dem Reichen von Bayern-Landshut sowie Ernst und Wilhelm III. von Bayern-München aufgeteilt. Nach dem Tode Ludwig VII. 1447 fiel ganz Oberbayern-Ingolstadt an die Landshuter Linie. Herzog Albrecht IV. von Oberbayern-München vereinigte nach dem verheerenden Landshuter Erbfolgekrieg von 1504/05 dann Altbayern im Jahr 1506 wieder. Durch ein Primogeniturgesetz beendete er die Teilungen. Allerdings gingen 1504 die ursprünglich bayerischen Ämter Kufstein, Kitzbühel und Rattenberg an Tirol verloren. In den drei genannten Gerichtsbezirken galt aber bis in das 19. Jahrhundert weiterhin das Landrecht Ludwigs des Bayern, so dass diese innerhalb Tirols eine juristische Sonderstellung einnahmen. Auch das Mondseeland ging damals an Habsburg verloren.
Die Vitztumsämter wurden 1507 im Zuge einer großen Verwaltungsreform nach dem Landshuter Erbfolgekrieg in Rentämter umgewandelt, die in Bayern neben der Finanzverwaltung dann auch für juristische, administrative und militärische Aufgaben zuständig waren.

## Bayern von der Reformation bis zum Dreißigjährigen Krieg

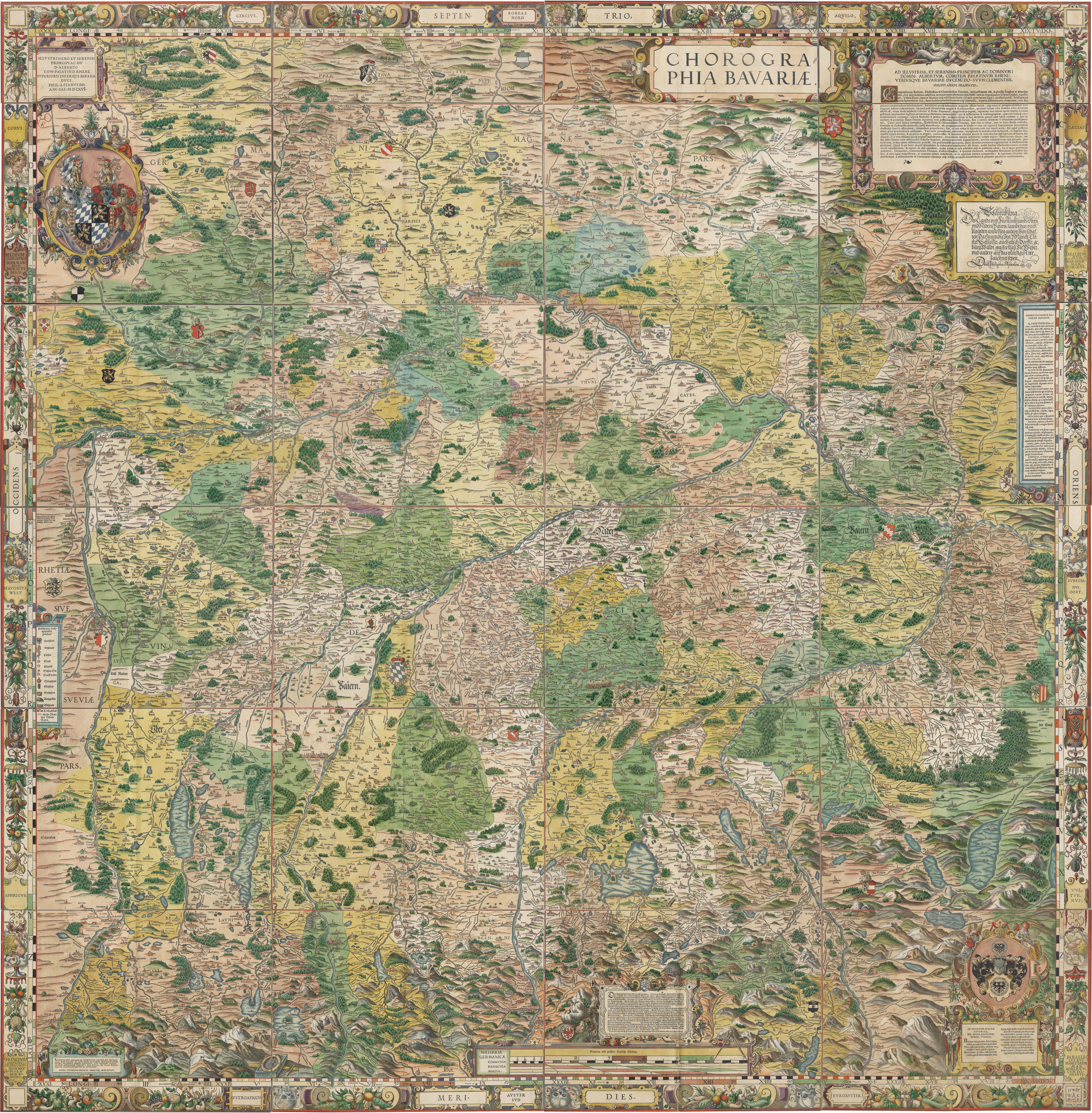
Baiern 1566 auf Apians Landtafeln

### Bayern im Zeitalter der Gegenreformation
In Altbayern verhinderten die bayerischen Herzöge eine größere Ausbreitung der Reformation. Wilhelm IV. ließ sich bereits 1524 vom Papst durch die Abtretung der Hoheitsrechte über die bayerischen Bischöfe und der Einkünfte der kirchlichen Institute für die Sache des Katholizismus gewinnen und war einer der eifrigsten Gegner der Reformation, die er in seinem Land nicht aufkommen ließ. Er nahm aufseiten Karls V. am Schmalkaldischen Krieg teil.
Jedoch führten auch in Bayern einzelne Territorialherren wie die Grafen von Ortenburg, Neuburg und von Haag, der Herzog von Pfalz-Neuburg als auch die Herrschaft Hohenwaldeck das Luthertum ein. Um der weiteren Ausbreitung in Altbayern entgegenzuwirken, führte der bayerische Herzog Albrecht V. 1564 einen Gerichtsprozess gegen die sogenannte Ortenburger Adelsverschwörung. In Franken breitete sich die Reformation rasch aus, und auch in Ostschwaben fand sie vor allem in Städten wie Augsburg zahlreiche Anhänger. Ebenso breitete sich die Reformation in der Oberpfalz aus, die unter der Herrschaft der protestantischen Kurfürsten der Pfalz stand. 1571 wurden von Herzog Albrecht V. alle Lutheraner des Landes verwiesen. Ab 1542 machten die Jesuiten die 1472 gegründete Landesuniversität Ingolstadt neben Dillingen zu einem Zentrum der Gegenreformation. Die Bischöfe von Würzburg und Bamberg betrieben die Gegenreformation mit teils rigorosen Maßnahmen.
Wilhelm V. beteiligte sich 1583 erfolgreich am Krieg gegen den protestantisch gewordenen Erzbischof von Köln, für fast 200 Jahre stellten seither bayerische Prinzen den Kölner Kurfürsten. Ab 1577 wurden die Stände, die für die Bewilligung der Steuern für den Herzog zuständig waren, nicht mehr regelmäßig einberufen. Dies führte Bayern an den Rand des finanziellen Ruins und zur Abdankung des Herzogs.
Wilhelms Sohn Maximilian I. entmachtete die Stände, indem er sie durch einen Beamtenapparat ersetzte, der Verwaltung und Finanzen übernahm. Gleichzeitig führte er im Rahmen der Gegenreformation ein kirchliches Polizeiregiment ein.

### Bayerns Aufstieg zum Kurfürstentum im Dreißigjährigen Krieg
Durch verschiedene Reformen sanierte Maximilian das Land finanziell und machte es wirtschaftlich leistungsfähig. Durch die Ausschaltung der ständischen Mitwirkungsrechte wurde er der eigentliche Begründer der absolutistischen Herrschaft in Bayern. Er schuf eine wirksame Landesverwaltung, eine neue Gesetzessammlung (Codex Maximilianeus) und war in merkantilistischen Maßnahmen seiner Zeit bereits voraus. Auch für die Kunstpolitik und das fürstliche Mäzenatentum entstanden neue finanzielle Spielräume. Gleichzeitig war Maximilian eine prägende Person der Gegenreformation und der katholischen Reform und schuf ein schlagkräftiges Heer.
1607 besetzte der Bayernherzog nach einer Störung einer katholischen Prozession durch Protestanten die freie Reichsstadt Donauwörth und verleibte sie seinem Herzogtum ein. Dies war der Anlass für die protestantischen Fürsten und Städte, sich unter Führung des calvinistischen Kurfürsten und Wittelsbachers Friedrich von der Pfalz zur Union zusammenzuschließen. Entsprechend schlossen sich 1609 die katholischen Kräfte unter Führung des bayerischen Herzogs Maximilian I. zur Liga zusammen.

Kurfürst Maximilian I.

Im Jahr 1619 verbündete sich der bayerische Herzog mit Kaiser Ferdinand II. gegen die protestantischen böhmischen Stände und den von ihnen gewählten Gegenkönig, den Pfälzer Kurfürsten Friedrich V. In der Schlacht am Weißen Berg bei Prag besiegten die Truppen der Liga unter Führung des bayerischen Feldherrn Johann T’Serclaes von Tilly 1620 die Protestanten. Anschließend ließ Tilly die Pfalz besetzen. Als Dank erhielt Maximilian I. 1623 die Pfälzer Kurwürde und 1628 die von ihm besetzte Oberpfalz als Kriegsentschädigung. Im weiteren Verlauf des Dreißigjährigen Krieges wurde Bayern jedoch 1632/34 und 1648 von feindlichen Truppen besetzt und verwüstet. Ostschwaben verlor seine bisherige politische Bedeutung durch die Zerstörungen fast völlig. Die Reichsgrafschaft Wiesensteig in Schwaben fiel zu zwei Dritteln 1642 durch Kauf an Bayern und zu einem Drittel an die Fürsten von Fürstenberg, die ihren Anteil 1752 ebenfalls an Kurbayern veräußerten.
Im Westfälischen Frieden von 1648 wurden die Kurfürstenwürde und die Gebietsgewinne Bayerns bestätigt.

## Bayern als absolutistischer Staat

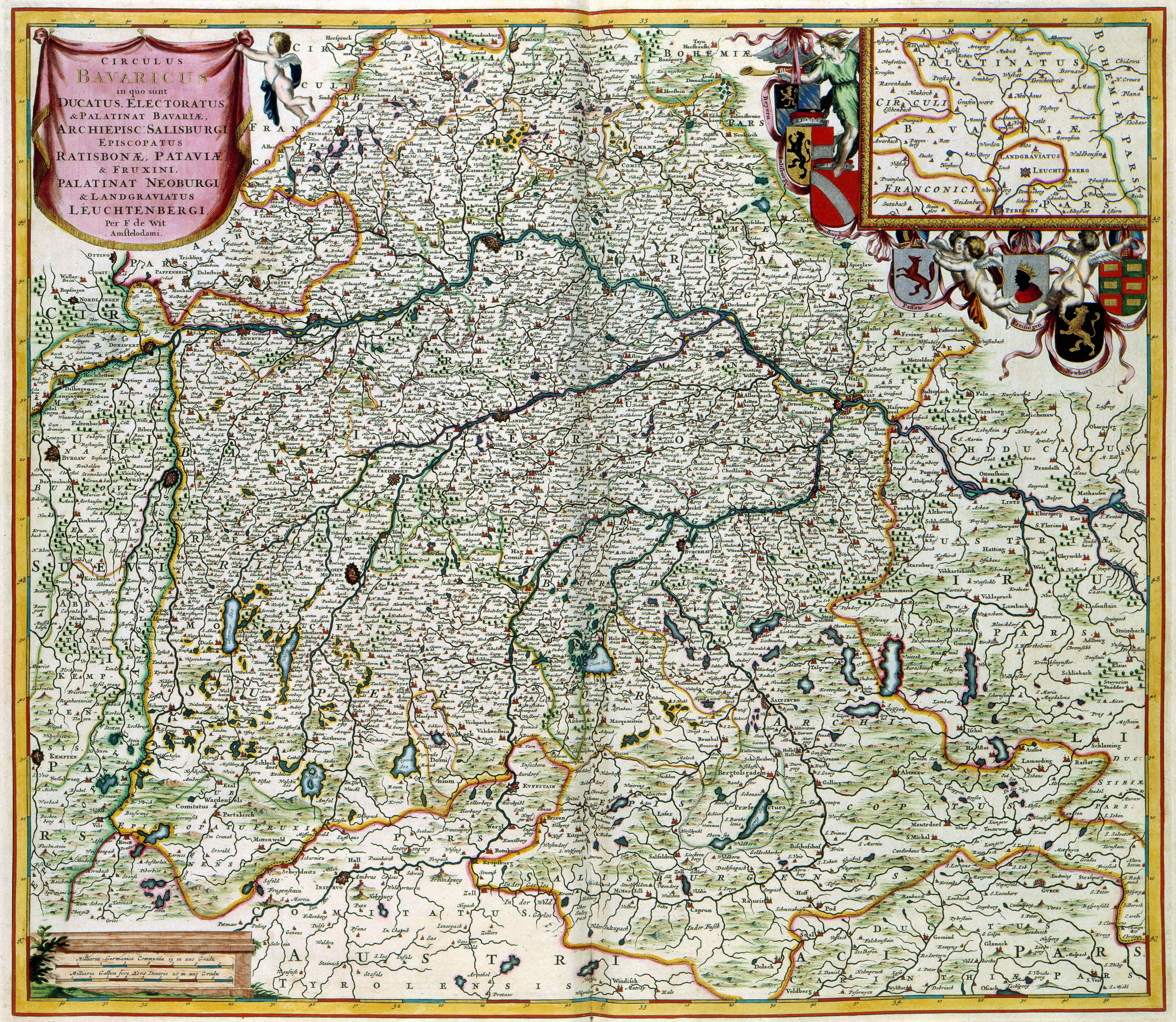
Karte von Bayern 1688

### Bayern zwischen Frieden und Großmachtspolitik
Nach dem Dreißigjährigen Krieg entwickelte sich das Kurfürstentum Bayern ebenso wie andere europäische Länder zum absolutistischen Staat. 1669 wurde zum letzten Mal der ständische Landtag einberufen. Der Münchner Hof Kurfürst Ferdinand Marias konnte sich an Prunk mit anderen europäischen Höfen durchaus messen. Versuchen, Manufakturen nach dem Vorbild Frankreichs aufzubauen, war kein Erfolg beschieden. Dennoch hielt sich die Verschuldung des Staates in Grenzen, Ferdinand Maria widerstand dem französischen Drängen und verzichtete auf die Kandidatur für die Kaiserkrone, um den Frieden zu erhalten. Ab 1663 wandelte sich der Reichstag zu einem permanenten Gesandtenkongress (Immerwährender Reichstag), der in der Reichsstadt Regensburg tagte.

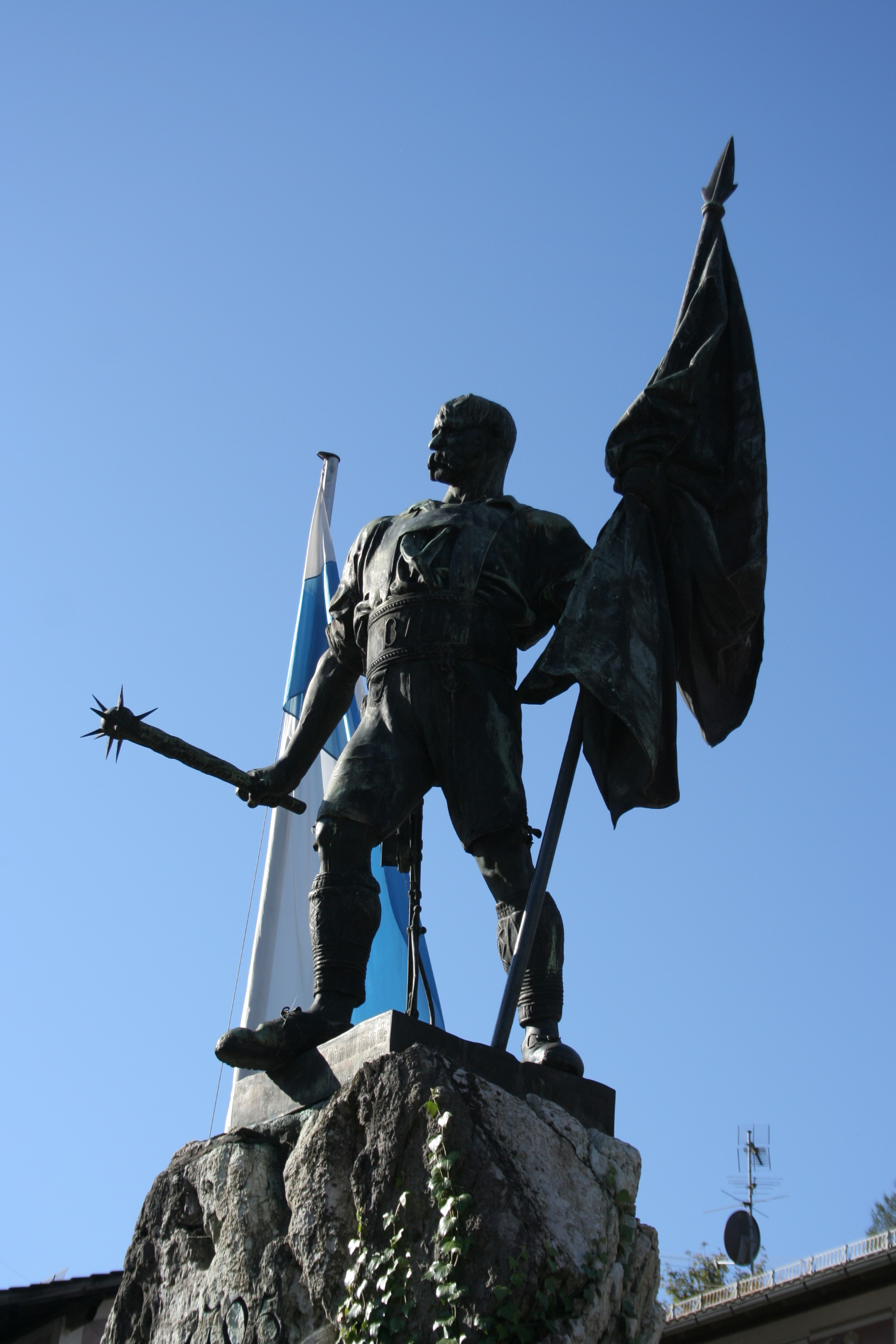
Bayerische Volkserhebung 1705: Denkmal für den Schmied von Kochel in Kochel am See

Außenpolitisch wurde Bayern 1670 dennoch zum Verbündeten Frankreichs. Aufgrund der Reichsheeresverfassung von 1681 war auch Bayern zur Stellung von Truppen für die Reichsarmee verpflichtet. Die Errichtung eines stehenden Heeres, der fortan bestehenden Bayerischen Armee, wurde somit erforderlich, die Verstaatlichung des Kriegswesens war aber auch allgemein ein Element absolutistischer Machtpolitik.
Kurfürst Maximilian II. Emanuel errang zunächst an der Seite Österreichs mehrere Siege gegen die Türken. Im Spanischen Erbfolgekrieg stand Bayern unter Maximilian II. Emanuel wieder auf der Seite Frankreichs. Der Krieg endete nach der Niederlage in der Schlacht bei Höchstädt 1704 mit der Besetzung Bayerns durch den Habsburger-Kaiser.
Ein erstes bayerisches Parlament, der Landesdefensionskongress, tagte im Dezember 1705 im damals noch bayerischen Braunau am Inn.
Die Volksaufstände 1705 bei Sendling und 1706 bei Aidenbach scheiterten, nachdem in der Sendlinger Mordweihnacht die schlecht bewaffneten und schlecht geführten Bayern von den kaiserlichen Truppen niedergemetzelt worden waren. Erst 1714 wurde Bayern von den europäischen Großmächten aus Gründen des Machtgleichgewichts wiederhergestellt.
1724 beschlossen die pfälzische und die altbayerische Linie der Wittelsbacher die sogenannte Wittelsbacher Hausunion zur Sicherung der Stellung Bayerns. Im Österreichischen Erbfolgekrieg kämpfte Bayern an der Seite von Frankreich und Preußen gegen die Habsburgerin Maria Theresia. 1742 wurde der Wittelsbacher Karl Albrecht von den Kurfürsten, die Maria Theresia als Erzherzogin nicht anerkannten, als Karl VII. zum Kaiser gewählt. Österreich konnte sich im Kriegsverlauf behaupten und besetzte wiederum Bayern. Drei Jahre danach starb Karl Albrecht.
Sein Sohn und Nachfolger Maximilian III. Joseph musste auf die Führungsrolle zugunsten der Habsburger verzichten und wandte sich nach seiner Thronbesteigung 1745 inneren Reformen zu. Während des Siebenjährigen Krieges stand er bewusst abseits, steuerte der Reichsarmee jedoch pflichtgemäß 5000 Mann bei. Mit Frankreich hatte sich Bayern bereits im Juli 1756, über den Vertrag von Compiègne, verbunden und gegen Subsidienzahlungen von jährlich 360.000 fl. zugesichert, seine Außenpolitik mit Versailles abzustimmen. 1757 stellte Bayern zwei zusätzliche Auxilarkontingente von beinahe 7000 Mann, über die französische Generäle den Oberbefehl führten. 1759 beorderte der Kurfürst die Reste des Auxiliarkorps in die Heimat zurück, auch, um es sich nicht dauerhaft mit Friedrich II. zu verscherzen. Nachdem Großbritannien und Frankreich Anfang November 1762 den Präliminarfrieden von Fontainebleau unterzeichnet hatten (der am 10. Februar 1763 zum Frieden von Paris führte), schloss Ende des Monats die Kurpfalz mit Preußen einen Waffenstillstand. Württemberg unterzeichnete im Dezember mit Preußen gar ein Neutralitätsabkommen, ohne einen dazu rechtlich zwingend notwendigen Reichstagsentscheid zur Aufhebung der Reichsexekution gegen Preußen von 1757 abzuwarten. Am 6. Januar 1763 erklärte Bayern ebenfalls seine Neutralität und ermunterte auch andere Reichsstände zu diesem Schritt. Am 11. Februar 1763 bezeichnete sich schließlich das Reich als Ganzes für neutral. So sah sich Österreich genötigt, vier Tage später mit Preußen zum Frieden von Hubertusburg zu gelangen.

### Kurpfalzbayern
1777 starb mit Maximilian III. Joseph die bayerische Linie der Wittelsbacher aus, und Karl Theodor aus der Pfälzer Linie trat die Nachfolge an. Damit wurde Kurbayern, das Nieder- und Oberbayern sowie die Oberpfalz umfasste, mit der Kurpfalz sowie den Besitztümern Jülich und Berg zu Pfalzbaiern vereint.
Der habsburgische Kaiser Joseph II. erkannte die Nachfolge jedoch nicht an und erhob selbst Anspruch auf Altbayern. Im folgenden Bayerischen Erbfolgekrieg 1778/79 setzte sich Preußen erfolgreich für den Erhalt eines unabhängigen Bayerns ein. Im Frieden von Teschen 1779 erkannte Österreich die pfälzische Nachfolge an. Bayern musste allerdings das Innviertel an Österreich abtreten. Nachdem Pläne Karl Theodors, die darauf gerichtet waren, Altbayern gegen die Österreichischen Niederlande einzutauschen, endgültig gescheitert waren, reformierte seit 1785 Graf Rumford das Staatswesen.
Bayerns Neutralitätspolitik unter Karl Theodor gegenüber dem revolutionären Frankreich endete desaströs mit der Besetzung der linksrheinischen Pfalz durch französische Truppen. Nachdem Karl Theodor ohne eheliche Nachkommen verstorben war, trat Maximilian IV. Joseph aus der Linie Pfalz-Zweibrücken 1799 das Erbe an. Pfalz-Zweibrücken kam zwar formal zu Bayern, war aber französisch besetzt. In Frankreich erzogen und Oberst eines französischen Militärregiments, führte Maximilian Joseph Bayern in ein Bündnis mit Napoleon Bonaparte. Die ehrgeizige Außenpolitik Bayerns zu dieser Zeit führte zu einer hohen Verschuldung des Staats.

## Königreich Bayern

### Napoleonische Ära

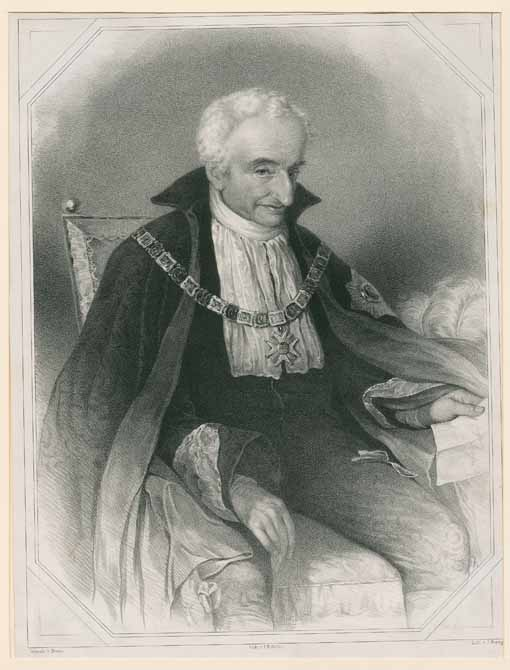
Graf Montgelas

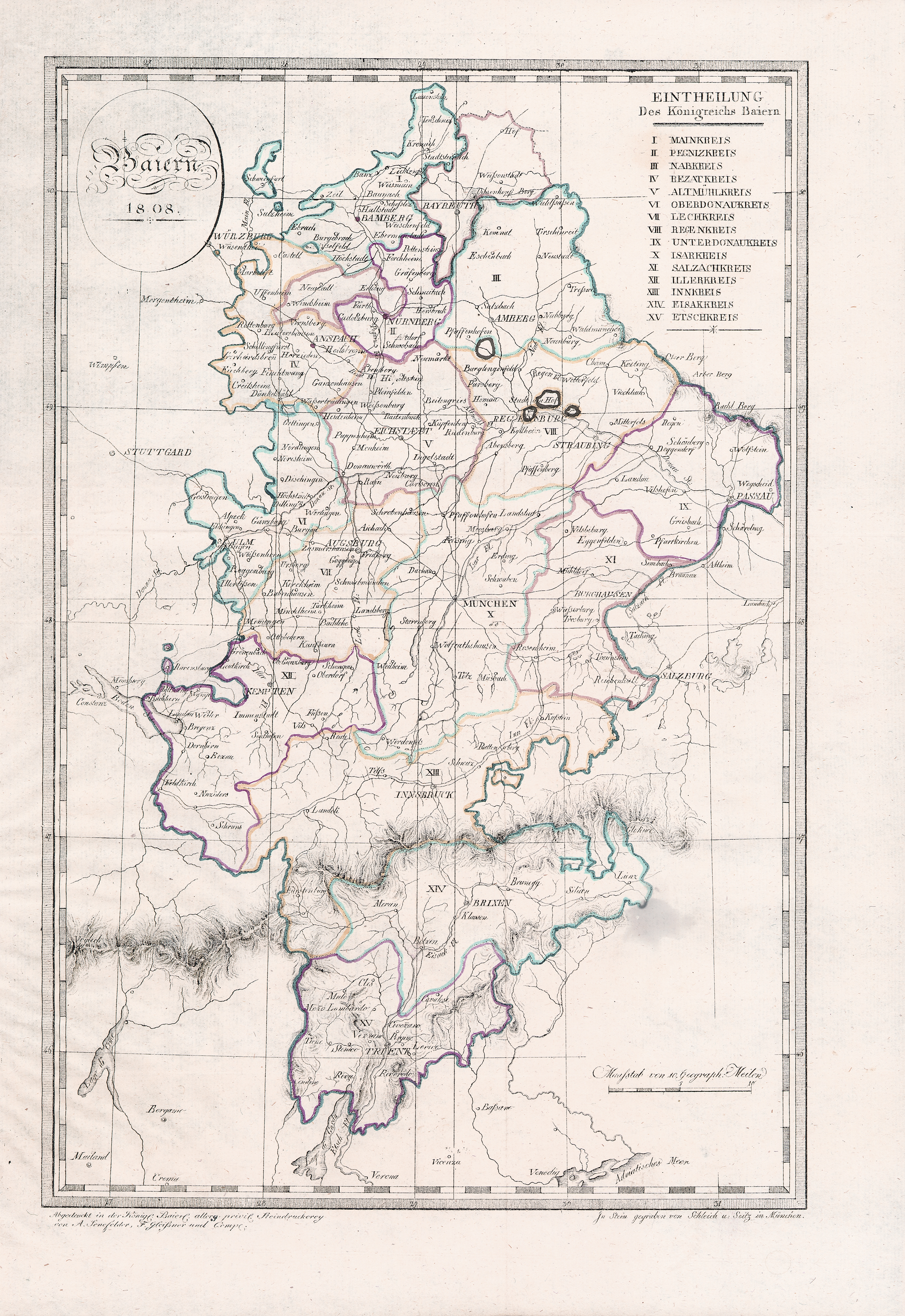
Bayern 1808

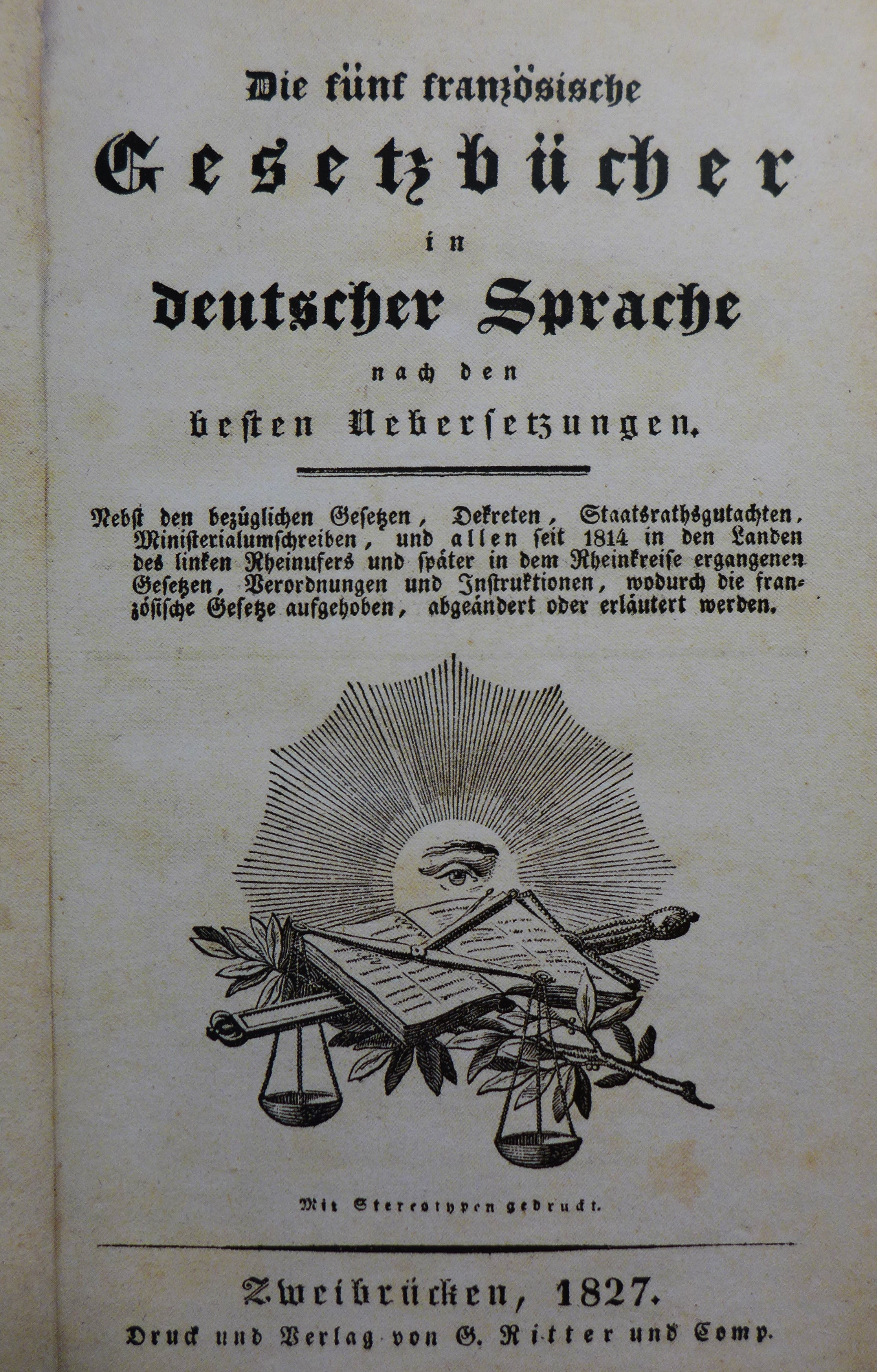
Die fünf französische[n] Gesetzbücher in deutscher Sprache nach den besten Übersetzungen, Zweibrücken 1827. Das französische Gesetzwerk wurde in der linksrheinischen Pfalz im Jahr 1804 eingeführt. Nach dem Ende der napoleonischen Herrschaft blieben die Gesetze trotz der Angliederung an das Königreich Bayern in Kraft und bildeten die Ausgangsbasis für die Entstehung der liberalen Bewegungen.

Im Frieden von Lunéville 1801 musste Kurpfalzbayern wie andere deutsche Staaten auf seine linksrheinischen Gebiete verzichten. Damit verlor es die linksrheinischen Teile der Kurpfalz und das Herzogtum Jülich. Als Ausgleich konnte Bayern jedoch sein Staatsgebiet durch die im Reichsdeputationshauptschluss 1803 verfügte Mediatisierung und Säkularisation erheblich erweitern. Allerdings verlor es 1803 den noch verbliebenen rechtsrheinischen Teil der Kurpfalz an Baden. 1805 band sich Bayern durch den Bogenhausener Vertrag an das napoleonische Frankreich. Der Niederlage Österreichs in der Schlacht bei Austerlitz folgte der Friede von Pressburg, der unter anderem die Abtretung von Tirol und Vorarlberg an Bayern beinhaltete. 1806 wurde Bayern als Dank von Napoleon zum Königreich proklamiert, wobei Maximilian ausdrücklich den Bezug zum mittelalterlichen Königreich Bayern betonte, um selbiges zu legitimieren. Bayern trat anschließend auf Druck Napoleons dem Rheinbund bei, worauf Franz II. die deutsche Kaiserwürde niederlegte und das Reich damit für erloschen erklärte.
Im März 1806 trat Bayern das rechtsrheinische Herzogtum Berg im Tausch gegen das Fürstentum Ansbach an Napoleon ab. Bayern wurde in dieser Zeit entscheidend durch den Minister Montgelas geprägt. Er gilt zusammen mit König Maximilian I. als Schöpfer des modernen bayerischen Staates. Montgelas schuf eine effiziente Staatsverwaltung für das vergrößerte Bayern. Er teilte das Land in acht Verwaltungskreise ein und verwaltete es durch ein neu geschaffenes Beamtenwesen. Er führte die allgemeine Schulpflicht ein und schuf durch Vereinheitlichung von Maßen, Gewichten und Währung sowie durch die Abschaffung der Binnenzölle und des Zunftzwangs einen einheitlichen Wirtschaftsraum. 1808 wurde von ihm die erste bayerische Verfassung, Konstitution genannt, verabschiedet. Mit ihr wurde unter anderem auch offiziell die in Bayern zu dieser Zeit kaum mehr vorkommende Leibeigenschaft abgeschafft und die Gesetzgebung vereinheitlicht.
Die Zwangsaushebung von Rekruten für die Bayerische Armee führte zum Aufstand der Tiroler unter Andreas Hofer, der am 9. April 1809 in der Tiroler Hauptstadt Innsbruck begann und am 1. November 1809 mit der Niederlage der Tiroler am Bergisel endete. Der Pariser Vertrag vom 28. Februar 1810 zwischen Frankreich und Bayern führte zu Gebietsarrondierungen. Bayern erhielt das Markgraftum Bayreuth, das Fürstentum Regensburg, das Innviertel, das halbe Hausruckviertel sowie Gebiete um Salzburg und Berchtesgaden als Territorium hinzu. Im Gegenzug mussten das südliche Tirol und einige schwäbische Gebiete abgegeben werden.

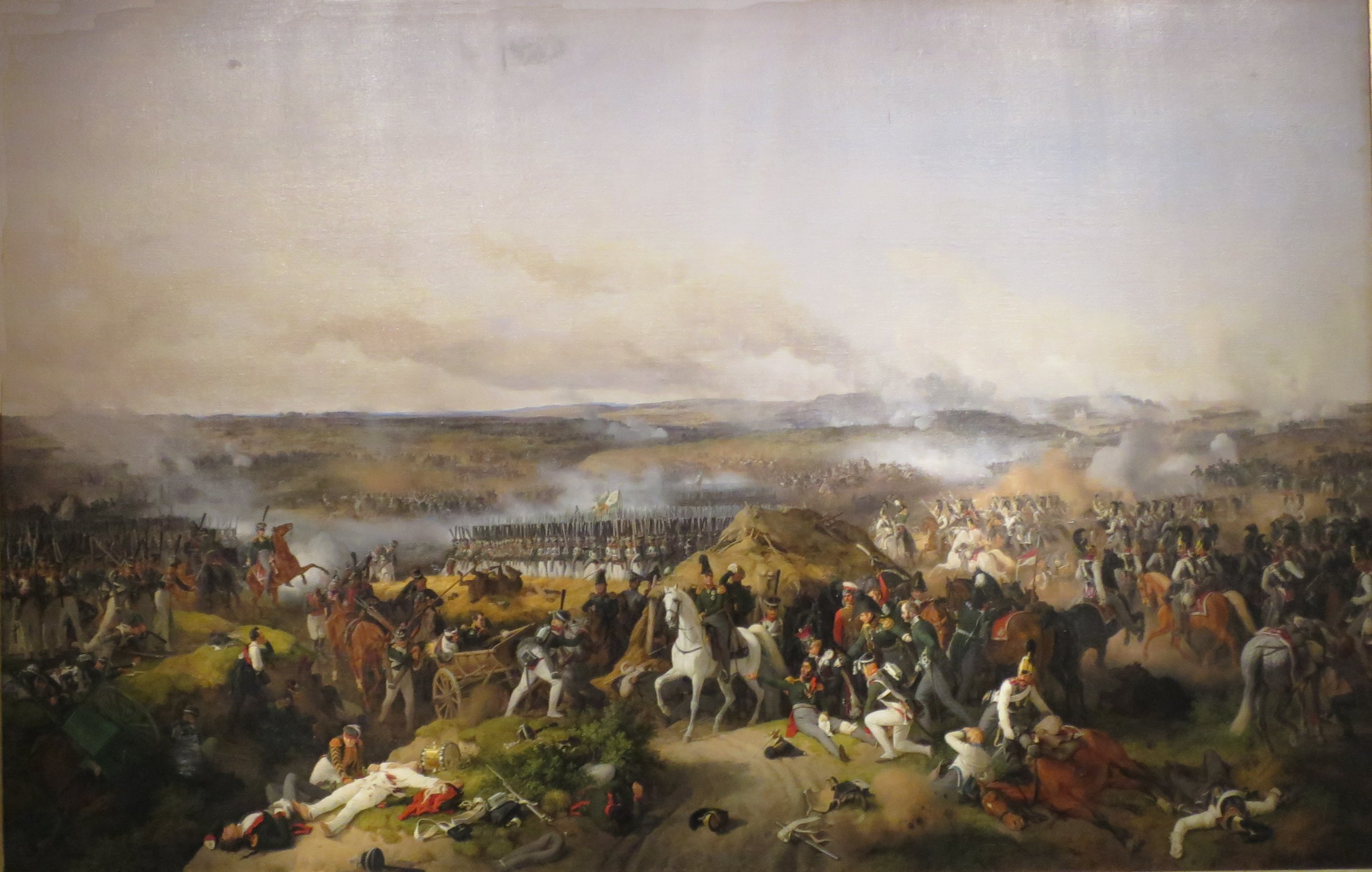
Szene aus dem Russlandfeldzug (Schlacht bei Borodino)

Während des Russlandfeldzuges Napoleons erlitt die bayerische Armee schreckliche Verluste. Von rund 33.000 Mann, die (einschließlich nachgeschickter Verstärkungen) 1812 ausmarschierten, kehrten nur etwa 4000 zurück. Durch den Vertrag von Ried wechselte Bayern am 8. Oktober 1813 kurz vor der Völkerschlacht bei Leipzig gegen die Zusicherung, seine annektierten Gebiete behalten zu dürfen, ins Lager der Gegner Napoleons.
Der bayerische Feldmarschall Carl Philipp von Wrede versuchte Ende Oktober 1813 bei Hanau erfolglos, den Durchmarsch der Grande Armée 1813 mit einem bayerisch-österreichischen Korps zu stoppen. Im Frankreichfeldzug von 1814 siegte Wrede in der Schlacht bei Arcis-sur-Aube und in der Schlacht bei Bar-sur-Aube. Als Ergebnis des Wiener Kongresses 1814/15 musste Bayern seine österreichischen Zugewinne großenteils zurückgeben; es bekam zum Ausgleich Teile der Pfalz zurück und fränkische Gebiete um Würzburg und Aschaffenburg.
Die zwischen 1803 und 1815 hinzugekommenen neubayerischen Gebiete im Norden und Westen in Franken und Schwaben unterscheiden sich in ihrer Vorgeschichte, in der Sprache und in der Mentalität der Einwohner von Altbayern. Einige dieser Gebiete sind bis heute überwiegend evangelisch.
Insgesamt hatte sich das Territorium Bayerns bis 1815 um folgende Gebiete erweitert:
- Die Freien Reichsstädte Nürnberg (evangelisch, mit umfangreichem Territorium), Augsburg (paritätisch), Regensburg (evangelisch), Kempten (Allgäu) (evangelisch), Kaufbeuren (evangelisch), Lindau, Memmingen (evangelisch), Dinkelsbühl (paritätisch), Nördlingen (evangelisch), Rothenburg ob der Tauber (evangelisch, mit umfangreichem Territorium), Schweinfurt
- Geistliches Territorium wie die Hochstifte Passau, Eichstätt, Freising, Bamberg und Würzburg, das Fürststift Kempten und dazu bedeutende Teile von Kurmainz (Fürstentum Aschaffenburg)
- Die vorderösterreichische Grafschaft Burgau sowie die Reichsgrafschaften Ortenburg und Ortenburg-Tambach.
- Die salzburgischen Gebiete westlich von Saalach und Salzach (Rupertigau) sowie die ehemalige Fürstpropstei Berchtesgaden
- Durch Übergabe das zuvor preußische, von Frankreich besetzte Fürstentum Ansbach und durch einen Kauf über 15 Millionen Francs das sich im Besitz Napoleons befindliche ehemals preußische Fürstentum Bayreuth

Im Vertrag von München (1816) wurden die endgültigen Grenzen des nachnapoleonischen Bayerns bestimmt. Der badisch-bayerische Grenzstreit über die rechtsrheinische Pfalz wurde erst auf dem Aachener Kongress (Herbst 1818) zugunsten Badens entschieden.

### Bayern im Deutschen Bund

Königreich Bayern 1815

Das Königreich Bayern war seit der Gründung des Deutschen Bundes im Jahre 1815 Mitglied in dieser Konföderation. 1817 erfolgte die Entlassung Montgelas, der zu keinen weiteren liberalen Zugeständnissen an die Bürger bereit war. 1818 erließ Maximilian I. Joseph die Verfassung von 1818, die im Gegensatz zur Verfassung von 1808 auch die Frage einer Volksvertretung regelte. Sie sah eine Gliederung in zwei Kammern vor. In der ersten Kammer saßen Vertreter der Geistlichkeit und des Adels sowie weitere vom König ernannte Personen. Die zweite Kammer wurde nach einem indirekten Zensuswahlrecht besetzt. Mit ihr wurde Bayern zur konstitutionellen Monarchie. Zu einem echten Parlamentarismus fehlte unter anderem ein allgemeines und direktes Wahlrecht, die volle Gewaltenteilung und Pressefreiheit.
Unter König Ludwig I. erlebte die Kunst in Bayern eine Blütezeit. Vor allem in München entstanden in dieser Zeit zahlreiche klassizistische Bauten. 1826 wurde die Landesuniversität von Landshut nach München verlegt (Näheres hier). Der anfangs liberale Regierungsstil Ludwigs I. nahm zunehmend autoritäre Züge an. Nach der Julirevolution 1830 in Paris und der Ausbreitung der revolutionären Bewegung auf weite Teile Europas zeigte Ludwigs Politik zunehmend reaktionäre Tendenzen. Er führte die Zensur wieder ein und beseitigte die Pressefreiheit. Das Hambacher Fest 1832 in der Pfalz auf dem Hambacher Schloss bei Neustadt an der Haardt (heute Neustadt an der Weinstraße) hatte seine Wurzeln in der Unzufriedenheit der pfälzischen Bevölkerung mit der bayerischen Verwaltung. Sein zweiter Sohn Otto wurde 1832 als Otto I. griechischer König, was für Bayern hohe Kosten verursachte. 1834 trat Ludwig dem Deutschen Zollverein bei. 1848 musste der König wegen einer Liebesbeziehung zur Sängerin Lola Montez (1821–1861) und Unruhen in München zurücktreten.
Unter seinem Sohn Maximilian II. wurde unter anderem die Zensur abgeschafft. Die Reichsverfassung von 1849 wurde von ihm jedoch wie von den meisten deutschen Fürsten abgelehnt, und zudem wurden im selben Jahr die politischen Parteien verboten. Diese Vorkommnisse lösten den Pfälzischen Aufstand aus. Der König rief preußisches Militär zu Hilfe, und am 10. Juni 1849 marschierte auch ein bayerisches Armeekorps in der Pfalz ein, wodurch der Aufstand niedergeschlagen wurde. Zusammen mit seinem Minister Ludwig von der Pfordten betrieb Maximilian in den folgenden Jahren das Konzept der Trias-Politik. Dieses sah vor, die deutschen Mittelstaaten unter Führung Bayerns zur dritten Kraft neben den beiden Großmächten Preußen und Österreich zu entwickeln.
1861 erfolgte im Inneren mit der Abschaffung der alten Landgerichte die Trennung von Justiz und Verwaltung; bereits zuvor war die Ministerverantwortlichkeit eingeführt worden. Trotz der Erweiterung der Rechte des Landtags konnte Maximilian als letzter König von Bayern die entscheidende politische Initiative für die Krone noch behaupten.
Im März 1864 wurde Ludwig II. zum König von Bayern proklamiert. Er ging wegen des Baues von Neuschwanstein und anderer Schlösser als Märchenkönig in die Geschichte ein. Im Deutschen Krieg 1866 erlitt Bayern an der Seite Österreichs eine Niederlage gegen Preußen. 1868 erfolgte die Gründung der konservativen, großdeutschen Patriotenpartei (1887 umbenannt in Bayerisches Zentrum). Bereits 1863 war mit der linksliberalen Fortschrittspartei auch die erste politische Partei in Bayern gebildet worden, der es aber in der Folge nicht gelang die wachsende Arbeiterschaft für sich zu gewinnen. Gegen die ultramontane Kammermehrheit wurde sie jedoch zu einer Stütze des Königs und des Ministerrats, an den unter König Ludwig die Führung des Landes nun faktisch überging. In den späten 1860er Jahren begann der Bayerische Kulturkampf zwischen der katholischen Kirche und der Regierung.
Den Krieg von 1866 verlor Bayern unter Ludwig II. an der Seite Österreichs und der meisten deutschen Staaten gegen Preußen und musste hohe Kriegsentschädigungszahlungen leisten. Zudem musste es das Bezirksamt Gersfeld in der Rhön, das Bezirksamt Orb und die Exklave Kaulsdorf in Thüringen an das Königreich Preußen abtreten. 1870 beteiligte sich Bayern als Verbündeter Preußens am Deutsch-Französischen Krieg und trat dem Norddeutschen Bund bei.

### Bayerns Wirtschaft 1848
Die Bevölkerung in Bayern wuchs langsamer als in den anderen Teilen des Reiches. Das Heiratsalter war relativ hoch. Bayerns Industrialisierung verlief langsamer als in anderen Regionen und Ländern. Historiker benennen dies „verzögerte Industrialisierung“.
Allerdings hatte Bayern für die Industrialisierung sichtbar schlechte Voraussetzungen:
- Rohstoffarmut (vgl. Liste von stillgelegten Bergwerken in Deutschland#Bayern)
- Randlage
- schwache Infrastruktur
- wenig Angebot an billigen Arbeitskräften
- agrarisch und handwerklich geprägte Gesellschaft
- langsames Bevölkerungswachstum

Im Bereich der landwirtschaftlichen Produktion war 1848 Bayerns Handelsbilanz negativ. Für eine insgesamt positive Handelsbilanz sorgte der Export von Rohstoffen und Waren; er lag weit über der Einfuhr von Produkten und fremden Fabrikaten. Die Industrie musste dennoch ausgebaut werden.

### Bayern und das Deutsche Kaiserreich

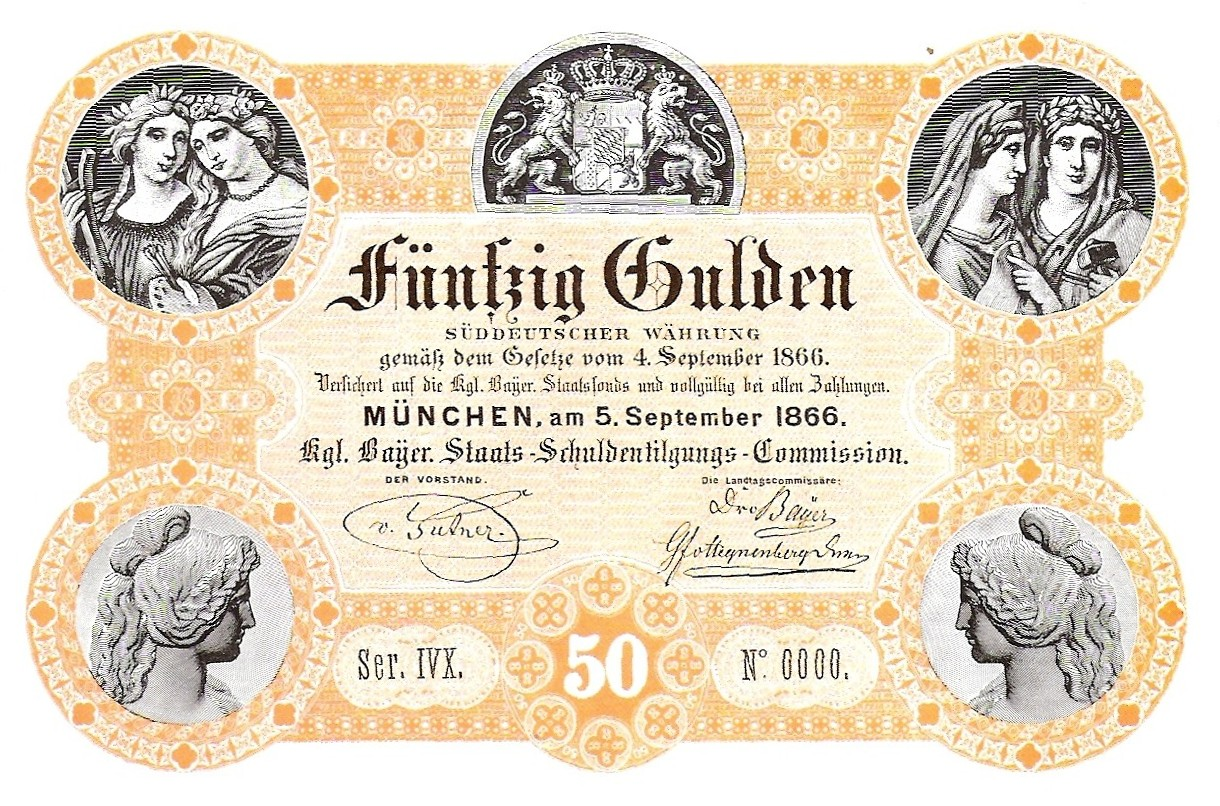
Bayerische Banknote 50 Gulden 1866

1871 wurde Bayern durch Vertrag Bundesstaat des neu gegründeten Deutschen Reiches. In den Versailler Verhandlungen und dem Vertrag vom 23. November 1870 zwischen dem Norddeutschen Bund und dem Königreich Bayern behielt Bayern neben der Kultur- und Steuerhoheit auch noch zahlreiche weitere Reservatrechte, zum Beispiel eigenes Heer, eigene Diplomatie, eigenes Postwesen und die Königlich Bayerischen Staatseisenbahnen.
Der bayerische Landtag nahm im Januar 1871 diesen Vertrag nach größten Widerständen, vor allem der bayerischen Patrioten, an. Weil Ludwig II. sich von den Staatsgeschäften völlig zurückzog und die Verwaltung und Beamte eher preußenfreundlich eingestellt waren, war der Einfluss Bismarcks auf die Politik in Bayern groß. Ludwig II. lehnte eine Reichsgründung unter der Vorherrschaft Preußens ab. Demonstrativ blieb er der Reichsproklamation vom 18. Januar 1871 im Spiegelsaal von Versailles fern.
Ludwig II. ging wegen der unter seiner Herrschaft erbauten Königsschlösser (Schloss Neuschwanstein, Neues Schloss Herrenchiemsee und Schloss Linderhof) als „Märchenkönig“ in die Geschichte ein.
Innenpolitisch entwickelte sich die 1868 gegründete katholisch-konservative Patriotische Partei zur führenden Partei im Landtag. 1887 erfolgte die Umbenennung in Bayerisches Zentrum. 1893 zogen erstmals SPD-Abgeordnete in den Landtag ein (siehe BayernSPD#Geschichte). 1906 erfolgte eine Liberalisierung des Wahlrechts. Die Stimmanteile der Liberalen schrumpften jedoch bei den Landtagswahlen dieser Zeit zunehmend, sie stellten nur noch die zweitstärkste Fraktion hinter dem Zentrum, das von den liberalen Stimmverlusten profitierte. Daneben entstanden neue Parteien wie der Bayerische Bauernbund und die Sozialdemokraten. Dies alles verschärfte den Druck des Parlaments auf die Regierung weiter und führte zu zunehmenden Spannungen, die einen Höhepunkt gegen Ende des 19. Jahrhunderts erreichten, als das Zentrum die antikatholische Haltung der Liberalen nicht mehr mittragen wollte. 
Nach der Entmündigung Ludwigs II. 1886 übernahm Prinzregent Luitpold die Herrschaft anstelle des psychisch erkrankten Königs Otto. Er gilt zum Teil bis heute als volkstümlicher Vertreter der „guten alten Zeit“ in Bayern, obwohl seine Herrschaftszeit eher von politischer Stagnation geprägt war. Schon seit einiger Zeit war die bayerische Monarchie, insbesondere aufgrund der Geistesschwäche ihrer Oberhäupter in einer Krise, wodurch nicht nur deren Akzeptanz in der Bevölkerung beschädigt, sondern auch die politische Stellung Bayerns insgesamt geschwächt wurde. Innenpolitisch errang nicht nur die Bürokratie in Bayern mehr Einfluss, als ihr nach der Verfassung zustand, es waren auch zunehmend einflussreiche politische Parteien entstanden, die die Verfassung ebenfalls nicht berücksichtigte. Auch blieben soziale Fragen, die mit der zunehmenden Industrialisierung aufgekommen waren ebenso ungelöst, wie der Umgang mit dem Verlangen der Arbeiter nach mehr Einfluss in der Gesellschaft und der neu aufstrebenden Frauenbewegung. Zudem war das Verhältnis zu Berlin weiterhin relativ kühl. In diesem Zusammenhang steht der Skandal um die Swinemünder Depesche 1903.
Die erstmalige Beauftragung eines Vertreters der Mehrheitsfraktion im Landtag mit dem Amt des Regierungschefs 1912 deutete auf eine beginnende Parlamentarisierung Bayerns hin. Als Luitpold 1912 starb, folgte ihm sein Sohn als Regent nach. 1913 erklärte dieser sich durch eine Verfassungsänderung zum König Ludwig III.

### Erster Weltkrieg und Ende der Monarchie
Aufgrund der Versorgungsengpässe und der Verluste im Ersten Weltkrieg schwand der Rückhalt, den die Monarchie bisher im Volk hatte, mehr und mehr dahin. Ein Übriges tat das militante Auftreten Ludwigs III., der für eine Vergrößerung Bayerns durch Annexionen nach einem siegreich beendeten Krieg eintrat. Seine Einstellung wurde als zu preußenfreundlich wahrgenommen. Die wachsende Ablehnung gegen das Reich und gegen Preußen wandte sich so immer mehr auch gegen die bayerische Monarchie. 1917 wurde ein Antrag der SPD auf Parlamentarisierung Bayerns von der Regierung abgelehnt. Wie im restlichen Deutschland waren auch in Bayern die Januarstreiks 1918 ein deutlicher Hinweis darauf, dass sich die Geduld der Bevölkerung ihrem Ende näherte. Rund 165.000 bayerische Soldaten fielen im Krieg.

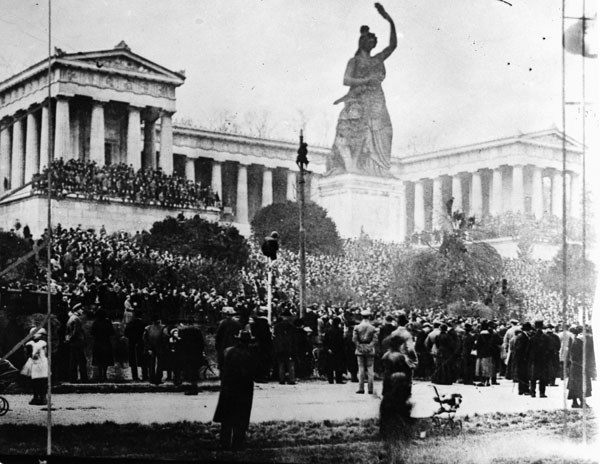
Demonstration auf der Theresienwiese am 7. November 1918

Eine Einigung Anfang November desselben Jahres kam zu spät. Am 7. November 1918 stürzten revolutionäre Kräfte im Rahmen der Novemberrevolution unter Führung von Kurt Eisner von der USPD die Monarchie. Bayern wurde zum Freistaat erklärt.

## Bayern zwischen den Weltkriegen

### Münchner Räterepublik – Räterepublik Bayern
Kurt Eisner stützte sich auf die Räte, die im ganzen Land gebildet wurden. Es gab in Bayern mehrere Tausend Räte, in den Städten Arbeiter- aber auch Bürgerräte und in den Garnisonen Soldatenräte. Aber auch auf dem Land fand diese Art der Partizipation in Form der Bauernräte eine breite Zustimmung. Beispielsweise trafen sich am 6. März 1919 im konservativen Chiemgau 158 Rätevertreter aus 54 Gemeinden. In München konstituierten sich neben dem 400-köpfigen Münchner Arbeiterrat Zentralräte der Bauern, der Soldaten und der Arbeiter. Daneben gab es aber auch Räte geistiger Arbeiter, Hochschul- und Schülerräte usw.
Bei Wahlen zum Landtag im Januar 1919 erlitt die USPD Eisners jedoch eine schwere Niederlage. Stärkste Kraft wurde die bürgerlich-konservative Bayerische Volkspartei, die Nachfolgepartei des Bayerischen Zentrums. Am 21. Februar 1919 wurde Eisner auf dem Weg zur Eröffnung des neugewählten Landtags, wo er den Rücktritt seines Kabinetts anbieten wollte, von dem Rechtsradikalen Anton Graf von Arco auf Valley ermordet.
Neuer Ministerpräsident wurde der Sozialdemokrat Johannes Hoffmann.
Seine Regierungszeit wurde von der Auseinandersetzung zwischen gemäßigten parlamentarischen Kräften und radikalen Arbeiter- und Soldatenräten überschattet. Die Regierung musste sogar wegen der unruhigen Lage in der Hauptstadt nach Bamberg ausweichen. Gleichzeitig wurde in München von einer Gruppe um den Schriftsteller Ernst Toller und den beiden Anarchisten Erich Mühsam und Gustav Landauer am 7. April 1919 die „Räterepublik Baiern“ ausgerufen. Nach dem Scheitern dieser ersten Revolutionsphase kam es kurz darauf zu der Machtübernahme der Kommunisten. Eugen Leviné übernahm die Führung der Räterepublik. Die von Ministerpräsident Hoffmann nach Zugeständnissen zu Hilfe gerufenen preußischen und württembergischen Truppen sowie Angehörige der sich entwickelnden Freikorps eroberten am 1. Mai 1919 die Hauptstadt zurück. Die dann folgenden „Säuberungen“ durch diese weißen Truppen forderten zahlreiche Menschenleben.

### Bayern während der Weimarer Republik

Der Freistaat Bayern während der Weimarer Republik

Am 15. September 1919 trat die nach ihrem Entstehungsort benannte Bamberger Verfassung in Kraft. Die Wirren um die Niederschlagung der Räterepublik und ihrer unter Rudolf Egelhofer aufgebauten „Roten Armee“ bewogen die neue Regierung Bayerns dazu, in der Bamberger Verfassung auf die bayerische Wehrhoheit zu verzichten. 
Durch eine Volksbefragung am 30. November 1919 kam am 1. Juli 1920 der Freistaat Coburg zu Bayern (siehe auch Landkreis Coburg).
Mit Inkrafttreten des Versailler Vertrages am 10. Januar 1920 wurde der westlichste Teil der bayerischen Pfalz dem neugegründeten Saargebiet zugeschlagen und für 15 Jahre der Regierung des Völkerbundes unterstellt. 1930 erfolgte der Abzug der Franzosen und die vollständige Rückgliederung des restlichen Gebietes der Pfalz an Bayern.
Nach der Saarabstimmung vom 13. Januar 1935 und der Wiedereingliederung des Saar-Gebietes an das Deutsche Reich am 1. März 1935 wurde das ehemalige bayerische Territorium nicht wieder an die Pfalz und Bayern zurückgegliedert, sondern zusammen mit dem ehemals preußischen Gebiet unter dem Namen Saarland einem Reichskommissar unterstellt.
Johannes Hoffmann, der zweite Ministerpräsident Bayerns, trat nach dem Kapp-Putsch im März 1920 zurück. Bei der Landtagswahl am 6. Juni 1920 wurde die BVP mit Abstand stärkste Partei (39,4 %) vor SPD (16,3 %), Bayerischer Mittelpartei/Deutsche Volkspartei 13,5 %, USPD 12,9 % und DDP (8,1 %).
Nachfolger von Hoffmann wurde der Monarchist Gustav Ritter von Kahr, der eine Loslösung Bayerns vom Reich anstrebte. Im September 1921 wurde Graf von Lerchenfeld (BVP) Ministerpräsident.
Von November 1922 bis Juni 1924 war Eugen Ritter von Knilling Ministerpräsident. Bayern wurde zur „Ordnungszelle“. Die Politik der Bevorzugung der Rechten schaffte für die Entstehung rechtsextremer Gruppen ein günstiges Klima. Unter anderem tauchte Hermann Ehrhardt, der Führer der Brigade Ehrhardt, nach dem Kapp-Putsch in Bayern unter.
Im Herbst 1923 diente das Ende des passiven Widerstandes gegen die Ruhrbesetzung der Staatsregierung als Vorwand, den Ausnahmezustand auszurufen und von Kahr nach Artikel 64 der Bamberger Verfassung zum Generalstaatskommissar mit diktatorischen Vollmachten zu ernennen. Als Reaktion auf diesen Versuch, eine rechtsgerichtete Diktatur zu errichten, verhängte Reichspräsident Friedrich Ebert seinerseits den Ausnahmezustand. General Hans von Seeckt, der Chef der Heeresleitung, sympathisierte allerdings mit Kahr; es kam zu keiner Reichsexekution. In Bayern bildete sich ein Triumvirat aus von Kahr, dem bayerischen Wehrkreiskommandeur Otto von Lossow und dem Chef der bayerischen Landespolizei Hans Ritter von Seißer. Sie ließen unter anderem hunderte jüdische Familien ausweisen, verboten linke Zeitungen und setzten das Republikschutzgesetz außer Kraft.
Am 8. November 1923 kam es in München zum Hitlerputsch. Als Kahr eine Rede im Bürgerbräukeller hielt, ließ Hitler das Gasthaus von SA-Männern umstellen, und ging in den Keller, um Kahr und andere mittels Nötigung oder Erpressung auf seine Seite zu bringen. Hitler erklärte die Reichsregierung für abgesetzt; er konnte von Kahr nicht überzeugen. Die bayerische Polizei beendete den Putschversuch am folgenden Tag an der Münchner Feldherrnhalle. Im Februar 1924 trat Kahr zurück; er wurde am 30. Juni 1934 während des Röhm-Putschs ins KZ Dachau verschleppt und bei seiner Ankunft von einem SS-Mann erschossen.
Von Juni 1924 bis März 1933 war Heinrich Held (Bayerische Volkspartei) Ministerpräsident. Dessen Politik zielte auf mehr politische Eigenständigkeit Bayerns im Reich. Ministerpräsident Held vertrat einen entschiedenen Föderalismus. 1924 schloss die Regierung für den Freistaat Bayern ein Konkordat mit dem Heiligen Stuhl. 1925 folgte ein Staatsvertrag mit der evangelischen Landeskirche. Die Bayerische Volkspartei wandte sich auch gegen den aufkommenden Nationalsozialismus. Ab 1930 hatte Held keine parlamentarische Mehrheit für seine Regierung. Eine Tolerierung durch die SPD ermöglichte ihm aber die weitere Geschäftsführung. Bei der Landtagswahl am 24. April 1932 erhielt die BVP 32,6 % und die NSDAP 32,5 % der Stimmen.
Am 9. März 1933 wurde Held von einem SA-Kommando verschleppt und interniert; am 15. März 1933 legte er sein Amt nieder.

### Nationalsozialismus und Zweiter Weltkrieg
Im Januar 1933 wurde Adolf Hitler Reichskanzler (siehe Machtübernahme, Chronologie der nationalsozialistischen Machtergreifung); im März und April 1933 betrieb der NS-Staat die Gleichschaltung der Länder. Mit zwei Gleichschaltungsgesetzen vom 31. März 1933 und vom 7. April 1933 wurde den Ländern ihre relative Souveränität genommen.
Am 9. März wurde Franz von Epp vom Reichsinnenminister Wilhelm Frick (unter Hinweis auf Artikel 2 der „Reichstagsbrandverordnung“, 28. Februar 1933) als Reichskommissar in Bayern eingesetzt. Dieser bestellte unter anderem Heinrich Himmler zum Leiter der Polizeidirektion München und Anfang April zum „Politischen Referent beim Staatsministerium des Innern“. Damit war ihm die gesamte Politische Polizei in Bayern unterstellt. Am 16. März übernahm Epp sämtliche Regierungsgeschäfte und bildete einen kommissarischen Ministerrat. Am 10. April wurde Epp schließlich zum Reichsstatthalter in Bayern ernannt. Da er in dieser Funktion nicht Mitglied der Landesregierung sein durfte, wurde am 12. April Ludwig Siebert formal zum Ministerpräsidenten bestimmt; Adolf Wagner wurde Innenminister. Durch das Gesetz über den Neuaufbau des Reichs vom 30. Januar 1934 verlor Bayern seine Eigenstaatlichkeit. Nach dem Tod Sieberts im November 1942 wurde kein offizieller Nachfolger mehr ernannt, der geschäftsführende Gauleiter München-Oberbayerns Paul Giesler war bis Kriegsende auch geschäftsführender Ministerpräsident.
Zahlreiche führende Personen der NSDAP stammen aus Bayern. Das Gebiet Bayerns hatte in einigen Aspekten eine gewisse Pionierrolle. Am 10. Mai 1933 fand auf dem Münchner Königsplatz eine Bücherverbrennung statt.
Monate vor der Reichspogromnacht 1938 zerstörten NS-Aktivisten die Synagoge Nürnberg und die Synagoge München. Das erste Konzentrationslager wurde 1933 in Dachau eingerichtet. München wurde zur „Hauptstadt der Bewegung“ erklärt, Nürnberg ständiger Sitz der Reichsparteitage. 1935 wurden in Nürnberg die Nürnberger Rassegesetze verabschiedet. 1937 fand in München die erste Ausstellung „Entartete Kunst“ statt.
Im März 1938 erfolgte von Bayern aus der Einmarsch der Wehrmacht und der „Anschluss Österreichs“. Im Jahr 1939 wurde der Regierungsbezirk Niederbayern-Oberpfalz um bis zum Münchner Abkommen 1938 zur Tschechoslowakei gehörendes Gebiet, die Landkreise Bergreichenstein, Markt Eisenstein und Prachatitz, erweitert, das 1945 wieder abgetrennt wurde. Das gleiche Schicksal hatte das kurz zuvor angeschlossene Tiroler Kleinwalsertal, das sieben Jahre bei Bayern blieb.
1939 scheiterte Georg Elsers Attentat auf Hitler im Münchner Bürgerbräukeller. Unter den bayerischen Widerstandsgruppen ist die Münchner Weiße Rose die bekannteste. Auch Schlüsselfiguren der Münchner Neuesten Nachrichten, die bis Mai 1933 gegen Hitler opponiert hatten, spielten eine wichtige Rolle: beispielsweise Erwein von Aretin und Karl Ludwig Freiherr von und zu Guttenberg.

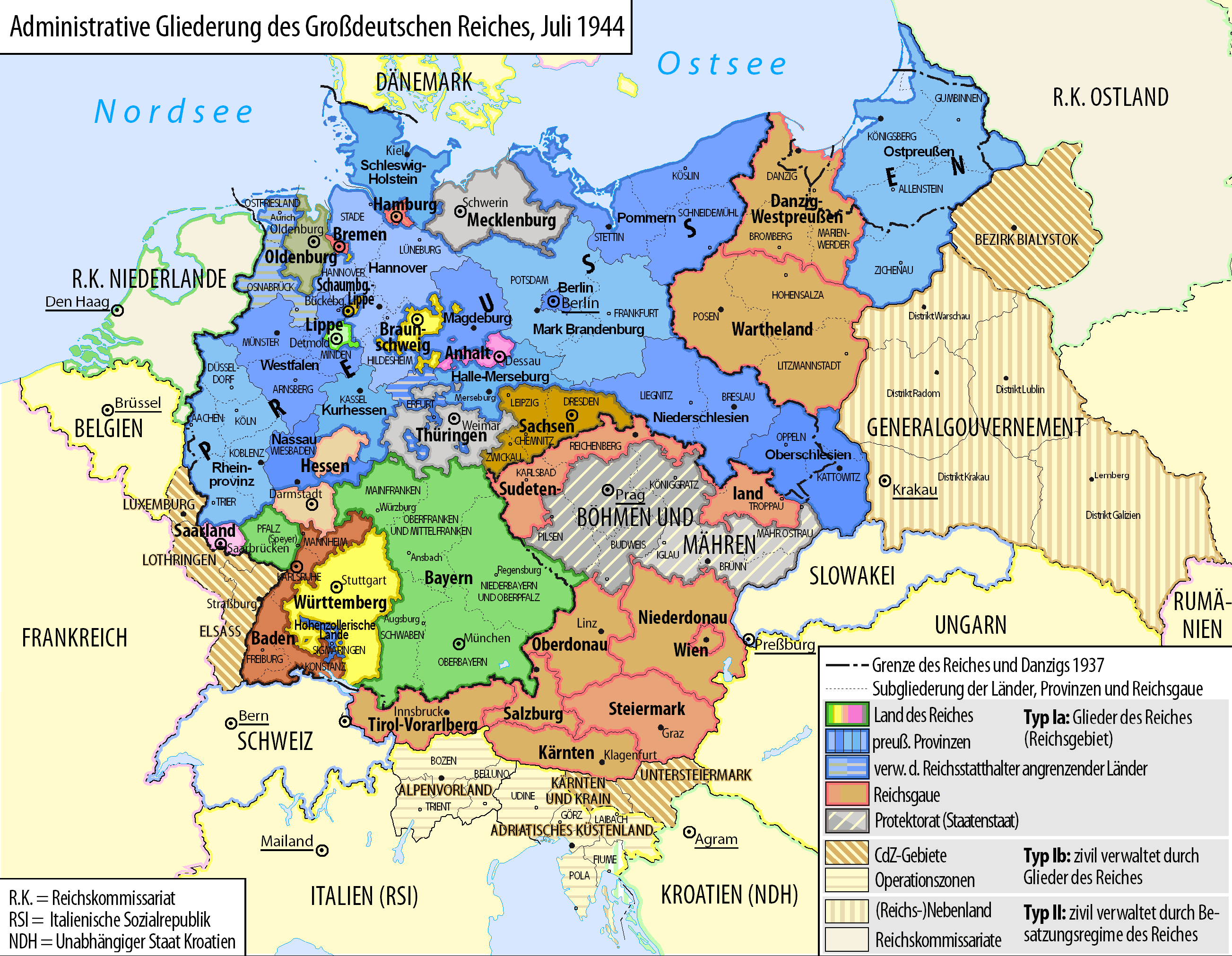
Großdeutsches Reich (Länder und Reichsgaue), Juli 1944

Ab Ende März 1945 rückten amerikanische Truppen auf Bayern vor, US-Truppen nahmen am 20. April Nürnberg ein und besetzten damit auch einen symbolträchtigen Ort. In den letzten Kriegstagen scheiterte die „Freiheitsaktion Bayern“ von Rupprecht Gerngross.
Bei den Luftangriffen durch die Westalliierten wurden bayerische Städte wie München, Nürnberg und Würzburg ab 1943 erheblich zerstört. Nach dem Zweiten Weltkrieg wurden für Bayern (ohne Pfalz) mindestens 250.000 gefallene und 230.000 vermisste Soldaten sowie rund 28.000 zivile Kriegstote ermittelt. Im Sommer 1947 wurden für Bayern noch 212.494 Kriegsgefangene gezählt, davon 73,4 % aus der einheimischen Bevölkerung.

## Freistaat Bayern nach 1945

### Amerikanische Besatzungszone und Nachkriegszeit
Nach der bedingungslosen Kapitulation am 8. Mai 1945 wurde Bayern gemäß dem Potsdamer Abkommen mit Ausnahme der Pfalz und des Landkreises Lindau, die unter französische Kontrolle kamen, Teil der US-amerikanischen Besatzungszone.
Am 28. Mai 1945 wurde Fritz Schäffer von der Bayerischen Volkspartei von der amerikanischen Militärregierung zum Ministerpräsidenten bestimmt, am 28. September allerdings von ihr wieder entlassen. Als Nachfolger bestimmte sie den Sozialdemokraten Wilhelm Hoegner.
Ab dem 9. September 1945 war es wieder möglich bayernweit Briefe mit der Post zu verschicken. General Eisenhower stellte mit der Proklamation Nummer 2 vom 28. September 1945 Bayern offiziell als Staat wieder her. Unter dem Leiter der Militärregierung, General Lucius D. Clay, erfolgte die Neugründung Bayerns als Staat und die Wiederbelebung der Parteien und der Demokratie von unten.
1945 wurde die bisher thüringische Enklave Ostheim vor der Rhön Bayern zugeordnet und 1946 die Pfalz in das neu geschaffene Bundesland Rheinland-Pfalz ausgegliedert. Die Wiedereingliederung von Lindau erfolgte erst 1955. Bayern bestand nunmehr aus den sieben Regierungsbezirken Oberbayern, Niederbayern, Oberpfalz, Oberfranken, Mittelfranken, Unterfranken und Schwaben. Am 31. Januar 1956 stellte die Regierung Hoegner vor dem Bayerischen Landtag ein „Pfalz-Manifest“ vor, das der Pfalz (Region) im Falle der Rückkehr zu Bayern weitgehende Zusagen machte, doch das entsprechende Volksbegehren vom April 1956 erreichte nicht das notwendige Quorum.
Neben dem Wiederaufbau des Landes nahm Bayern von allen Bundesländern die meisten Reichsdeutschen und Flüchtlinge auf, die zum Ende des Zweiten Weltkrieges aus den ehemals deutschen Ostgebieten sowie Ost- und Südosteuropa (also aus dem Sudetenland, Böhmen, Mähren, Ungarn sowie Donauschwaben und Siebenbürger Sachsen) vor allem nach Bayern strömten, da dieses erst zum Ende des Krieges von den amerikanischen Truppen erobert wurde. Flüchtlingslager entstanden im ganzen Land, manche davon wie in Piding waren bis in die 1960er Jahre geöffnet, viele waren aber schon nach wenigen Jahren wieder aufgelöst oder in Dörfer und Ortschaften umgewandelt worden. Etwa zwei Millionen Vertriebene blieben in Bayern; sie trugen zum Bevölkerungswachstum und durch ihre mitgebrachten Kenntnisse und Traditionen auch zum kulturellen und wirtschaftlichen Aufschwung bei (siehe auch unter Vertreibung). Es entstanden mehrere Vertriebenenstädte.
Am 30. Juni 1946 wurde in Bayern eine verfassungsgebende Versammlung gewählt, bei der die CSU, die Nachfolgepartei der Bayerischen Volkspartei, 58,3 % der Stimmen erhielt. Der Verfassungsentwurf wurde in seinem föderativen Charakter von der US-Militärregierung genehmigt, jedoch ein Artikel gestrichen, der Bayern ein Recht auf Nichtbeitritt zu einem zukünftigen deutschen Bundesstaat zugebilligt hätte. Die Verfassung des Freistaates Bayern wurde am 1. Dezember 1946 in einem Volksentscheid mit großer Mehrheit angenommen. Bei der gleichzeitig stattfindenden ersten Wahl zum Landtag erhielt die CSU wiederum eine absolute Mehrheit; sie ist bis heute (2023) stärkste Partei.

### Bayern als Bundesland in der Bonner Republik
Der Freistaat Bayern gehört seit dem 23. Mai 1949 der Bundesrepublik Deutschland an. Ministerpräsident war bereits seit Dezember 1946 Hans Ehard von der CSU, der abwechselnd allein und in Koalition mit der SPD regierte. Ehard setzte sich in der Vorbereitung der Beratungen zum Grundgesetz für die Bundesrepublik Deutschland für einen weitgehenden Föderalismus ein und sah schließlich viele seiner Vorstellungen darin umgesetzt.
Da das Grundgesetz seiner Ansicht nach aber immer noch nicht föderalistisch genug war – beispielsweise wurde eine Gleichberechtigung des Bundesrates bei der Gesetzgebung gefordert – lehnte der bayerische Landtag auf Antrag der Staatsregierung das Grundgesetz in seiner Sitzung vom 20. Mai 1949 mit 101 gegen 64 Stimmen ab. Gleichwohl wurde (unter der Bedingung, dass zwei Drittel der Bundesländer das Grundgesetz annehmen) am gleichen Tag mit 97 gegen sechs Stimmen bei 70 Stimmenthaltungen beschlossen, dass es für Bayern verbindlich sein sollte. Zugleich sprach sich der Landtag für die Abhaltung einer Volksbefragung aus, was die amerikanische Militärregierung in Bayern jedoch ablehnte.
CSU und CDU schlossen eine Fraktionsgemeinschaft im Bundestag, die seither besteht. Am 19. November 1976 beschloss die CSU-Landesgruppe bei einer Tagung in Wildbad Kreuth die Auflösung der Fraktionsgemeinschaft mit der CDU. Der Beschluss wurde wenige Wochen später wieder zurückgenommen.
In den 1950er Jahren gab es noch Konkurrenzkämpfe zwischen der CSU und der Bayernpartei, die bezüglich einer bayerischen Eigenständigkeit radikaler auftrat als die CSU. In diesem Kontext wird heute die Spielbankenaffäre gesehen. Bayernpartei und SPD bildeten gemeinsam mit der Vertriebenenpartei BHE und der FDP von 1954 bis 1957 die Staatsregierung im Freistaat, eine Viererkoalition unter Ministerpräsident Hoegner.
Nach dem Bruch der Koalitionsregierung 1957 entstand eine Dreierkoalition von CSU, BHE und FDP unter dem Ministerpräsidenten Hanns Seidel von der CSU. Nach dem Rücktritt Seidels aus gesundheitlichen Gründen übernahm nochmals Ehard für zwei Jahre das Amt des Ministerpräsidenten. Die Bayernpartei versank danach immer mehr in die politische Bedeutungslosigkeit.
Die Nachfolgeregierungen unter Alfons Goppel von 1962 bis 1978 waren reine CSU-Regierungen mit absoluter Mehrheit. In der Folge erfolgte ein tiefer Strukturwandel Bayerns, der in den 1960- und 1970er-Jahren Bildung, Infrastruktur und Industrie modernisierte. Neue Gymnasien und Universitäten wurden eröffnet; auf dem Land wurden viele Straßen asphaltiert, zukunftsträchtig erscheinende Branchen Entwicklungen wie Fahrzeug- und Maschinenbau, Luft- und Raumfahrtindustrie und Atomindustrie wurden gefördert. Damit wurde das von der Agrarwirtschaft geprägte Bayern zu einem führenden Industriestandort innerhalb der Bundesrepublik Deutschland; es wurde im Länderfinanzausgleich vom Empfängerland zum Geberland. 1971 begann auch die Gebietsreform in Bayern. Drei Grundwerte sind in allen Grundsatzprogrammen der CSU zu finden und prägten somit auch die Regierungspolitik: Die konservative Grundhaltung, die christliche Ausrichtung und die Betonung des Föderalismus. In der Innenpolitik setzt die CSU auf einen starken Staat.
Wirtschaftlich bewältigte Bayern nach 1945 den Strukturwandel von einer überwiegend landwirtschaftlich geprägten Region zu einem Industrieland. In den Jahren 1950–1985 hat Bayern als Nehmerland vom Länderfinanzausgleich profitiert. Als 1954/55 im Rest der Bundesrepublik Vollbeschäftigung erreicht war, siedelten sich viele Betriebe mit modernen Werken in Bayern an. Außerdem profitierte das Land davon, dass im Rahmen der Wiederbewaffnung viele Standorte der neu aufzubauenden Bundeswehr, aus strategischen Gründen, in die strukturschwachen Regionen Nord- und Ostbayerns gelegt wurden. Sie zogen oft Infrastrukturmaßnahmen in den bisher schlecht erschlossenen Gebieten nach. Auch die Rüstungsindustrie siedelte sich überproportional in Bayern an.
1972 wurde die Gebietsreform weitgehend abgeschlossen, 71 an Stelle von 143 Landkreisen wurden gebildet, wobei sich die Grenzen der Regierungsbezirke teilweise verschoben. Gleichzeitig entstanden 18 Planungsregionen. Die Zahl der kreisfreien Städte reduzierte sich von 48 auf 25. In der Bildungspolitik kam es zu weitreichenden Reformen, so wurden 1968 die Bekenntnisschulen aufgehoben, ab 1972 wurden weitere Landesuniversitäten errichtet (Passau, Bayreuth). Auch wurden mehrere Fachhochschulen gegründet (Hof, Landshut).
1972 fanden die Olympischen Sommerspiele und das Münchner Olympia-Attentat in der Landeshauptstadt statt.

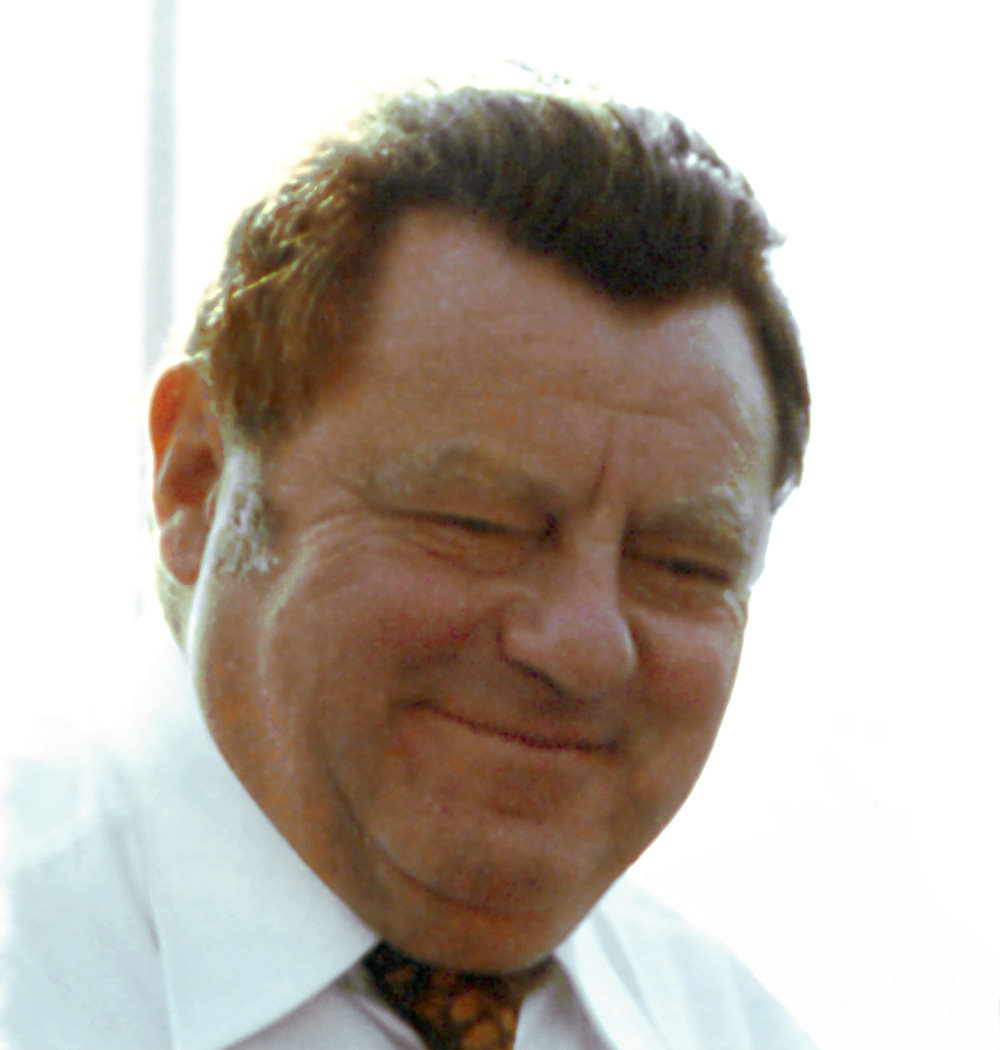
Franz Josef Strauß (1915–1988), Bayerischer Ministerpräsident und CSU-Vorsitzender

Nach Ende der Amtszeit von Ministerpräsident Goppel waren die Nachfolgeregierungen unter Franz Josef Strauß von 1978 bis 1988 und Max Streibl von 1988 bis 1993 ebenfalls wieder reine CSU-Regierungen mit absoluter Mehrheit. Unter der Regierung von Franz Josef Strauß kam es zu Protesten sowie außenpolitischen Verstimmungen mit Österreich beim Bau der Wiederaufarbeitungsanlage Wackersdorf. Der Ausbau des Main-Donau-Kanals wurde von Umweltschützern bekämpft.

### Bayern seit der Wiedervereinigung Deutschlands
Auch am 6. Juli 1992 bei der Eröffnung des 18. Weltwirtschaftsgipfels in München kam es unter der Regierung von Max Streibl zu schweren Protesten als nach einem Polizeikessel 500 Demonstranten festgenommen wurden. Im selben Jahr wurde der neue Flughafen München in Betrieb genommen und Bayern entwickelte sich vermehrt in einen internationalen High-Tech-Standort. Bayern wechselte in Folge bereits 1987 erstmals im Länderfinanzausgleich vom Nehmerland zum Geberland und ist seit 2008 ununterbrochen das größte Geberland.
Mit der Wiedervereinigung wurde die Randlage weiter Gebiete an der ehemaligen Grenze zur DDR und zur Tschechoslowakei überwunden. In der Folge kam es zum Abzug großer Teile der US-Streitkräfte auch aus Bayern.
Die Nachfolgeregierungen unter Edmund Stoiber von 1993 bis 2007 und Günther Beckstein von 2007 bis 2008 waren wiederum reine CSU-Regierungen mit absoluter Mehrheit; von 2003 bis 2008 hatte die CSU sogar eine Zwei-Drittel-Mehrheit im Landtag. Mit der 16. Landtagswahl 2008 verlor die CSU jedoch die absolute Mehrheit und war seit Jahrzehnten erstmals gezwungen, unter Horst Seehofer eine Koalition mit der FDP einzugehen, bis 2013 wieder die absolute Mehrheit der CSU gewonnen wurde. 2018 ging sie dann wieder verloren, als sechs Parteien in den Landtag einzogen. Die CSU bildete daraufhin eine Regierungskoalition mit der Landesvereinigung Freie Wähler Bayern unter dem Ministerpräsidenten Markus Söder. Diese Koalition wurde nach der Landtagswahl 2023 fortgesetzt.

### Sekundärliteratur
- Karl Bosl: Bayerische Geschichte. List, München 1979.
- Ernst Deuerlein: Geschichte Bayerns. Ploetz, Würzburg 1975, ISBN 3-87640-053-8.
- Dirk Götschmann: Wirtschaftsgeschichte Bayerns: 19. und 20. Jahrhundert. Pustet, Regensburg 2010, ISBN 978-3-7917-2230-6.
- Egon Johannes Greipl (Hrsg.): Aus Bayerns Geschichte. Forschungen als Festgabe zum 70. Geburtstag von Andreas Kraus. EOS, St. Ottilien 1992, ISBN 3-88096-653-2.
- Martin Herrant: Bayerns chronologische Geschichte. Die bayerische Geschichte von der Römerzeit bis heute. Politik und Kultur in übersichtlicher Tabellenform im Zusammenhang mit deutscher und europäischer Geschichte. KultVe, Wolnzach 2008, ISBN 978-3-940959-01-0.
- Peter Claus Hartmann: Bayerns Weg in die Gegenwart. Vom Stammesherzogtum zum Freistaat heute. 2. Auflage. Pustet, Regensburg 2004, ISBN 3-7917-1875-4.
- Benno Hubensteiner: Bayerische Geschichte. 16. Auflage. Rosenheimer Verlag, Rosenheim 2006, ISBN 3-475-53756-7.
- Andreas Kraus: Geschichte Bayerns. Von den Anfängen bis zur Gegenwart. 3. erweiterte Auflage. Beck, München 2004, ISBN 3-406-51540-1. (Ersterscheinung 1983)
- Hans F. Nöhbauer: Die Chronik Bayerns. Harenberg, Dortmund 1987, ISBN 3-88379-088-5.
- Friedrich Prinz: Geschichte Bayerns. Piper, München 2001, ISBN 3-492-23348-1.
- Philip M. Soergel: Wondrous in His Saints. Counter-Reformation Propaganda in Bavaria. Univ. of Calif. Press, Berkeley 1993, ISBN 0-520-08047-5.
- Max Spindler (Hrsg.): Handbuch der bayerischen Geschichte. C.H. Beck, München 1967–1975 (4 Bände).
  - Neuausgabe. C.H. Beck, München 1981–2007.
    - Bd. 1: Franz Brunhölzl: Das alte Bayern. Das Stammesherzogtum bis zum Ausgang des 12. Jahrhunderts. 1981, ISBN 3-406-07322-0.
    - Bd. 2: Dieter Albrecht: Das alte Bayern. Der Territorialstaat vom Ausgang des 12. Jahrhunderts bis zum Ausgang des 18. Jahrhunderts. 2., verbesserte Aufl. 1988, ISBN 3-406-32320-0.
    - Bd. 3: Franken, Schwaben, Oberpfalz bis zum Ausgang des 18. Jahrhunderts.
      - Teilband 1: Geschichte Frankens bis zum Ausgang des 18. Jahrhunderts. 3., neu bearbeitete Aufl. 1997, ISBN 3-406-39451-5.
      - Teilband 2: Geschichte Schwabens bis zum Ausgang des 18. Jahrhunderts. 3., neu bearbeitete Aufl. 2001, ISBN 3-406-39452-3.
      - Teilband 3: Geschichte der Oberpfalz und des bayerischen Reichskreises bis zum Ausgang des 18. Jahrhunderts. 3., neu bearbeitete Aufl. 1995, ISBN 3-406-39453-1.

    - Bd. 4: Alois Schmid (Hrsg.): Das neue Bayern, von 1800 bis zur Gegenwart.
      - Teilband 1: Staat und Politik. 2., vollständig überarbeitete Aufl. 2003, ISBN 3-406-50451-5.
      - Teilband 2: Die innere und kulturelle Entwicklung. 2., vollständig überarbeitete Aufl. 2007, ISBN 978-3-406-50925-4.
- Klaus Tenfelde: Sozialgeschichte Bayerns. In: Geschichte und Gesellschaft. Zeitschrift für historische Sozialwissenschaft. Vandenhoeck & Ruprecht, Göttingen 1991, S. 405–530.
- Wilhelm Volkert: Geschichte Bayerns. 5., aktualisierte Auflage. Beck, München 2017, ISBN 978-3-406-55159-8.
- Ulla-Britta Vollhardt: Geschichtspolitik im Freistaat Bayern. Das Haus der Bayerischen Geschichte: Idee – Debatte – Institutionalisierung. Utz, München 2003, ISBN 3-8316-0235-2.
- Katharina Weigand, Jörg Zeidler, Florian Schuller (Hrsg.): Die Prinzregentenzeit. Abenddämmerung der bayerischen Monarchie? Friedrich Pustet, Regensburg 2013, ISBN 978-3-7917-2477-5.